# 永旺百貨

永旺（香港）百貨有限公司標誌（2013年使用至今）

吉之島百貨公司標誌（1990年至2006年間使用，2006年起取消「吉之島」中文名稱並使用至2013年。）

永旺（香港）百貨有限公司（英語：Aeon Stores（Hong Kong）Limited，港交所：0984）是一家於日本成立，專營日式綜合購物百貨公司、超級市場及其他零售店舖等零售業務的集團。香港分公司以吉之島百貨有限公司的名義於1985年12月成立（2013年3月更名為現稱），為永旺集團的子公司（隨日本吉之島集團於1989年易名為AEON）。
永旺百貨在1987年11月於鰂魚涌康怡廣場開設首間百貨店（現AEON STYLE康怡）（該店又名鰂魚涌總店或旗艦店），並於1994年2月在香港聯合交易所上市，上市編號為0984。永旺百貨現時的經營範圍包括：超級市場、日式便當專門店、生活廣場、麵包店、百貨店。2006年年底開始，永旺百貨其下品牌全面棄用中文名稱「吉之島」，統一使用英文名稱「JUSCO」。
永旺百貨（香港）於2013年3月1日起，跟隨日本母公司，將旗下各間百貨店，由品牌「JUSCO」，易名及統稱為「ÆON（AEON）」，在拉丁語中表示「永遠」的意思。
現時，永旺百貨在香港的分店共有4間AEON STYLE及6間AEON綜合百貨店、2間獨立AEON超級市場、6間ものもの（Mono Mono）、45間獨立Living PLAZA by AEON（$12店）、6間Molly Fantasy（室內兒童遊樂場）、1間La Bohéme Bakery、6間Cantevole（日式麵包店）、11間HÓME CÓORDY、6間iC innercasual、22間獨立加盟店大創百貨、2間Glam Beautique、6間獨立加盟店客美多咖啡和1間JELYCO DO（客美多咖啡旗下副線）。

## 綜合百貨店

### AEON

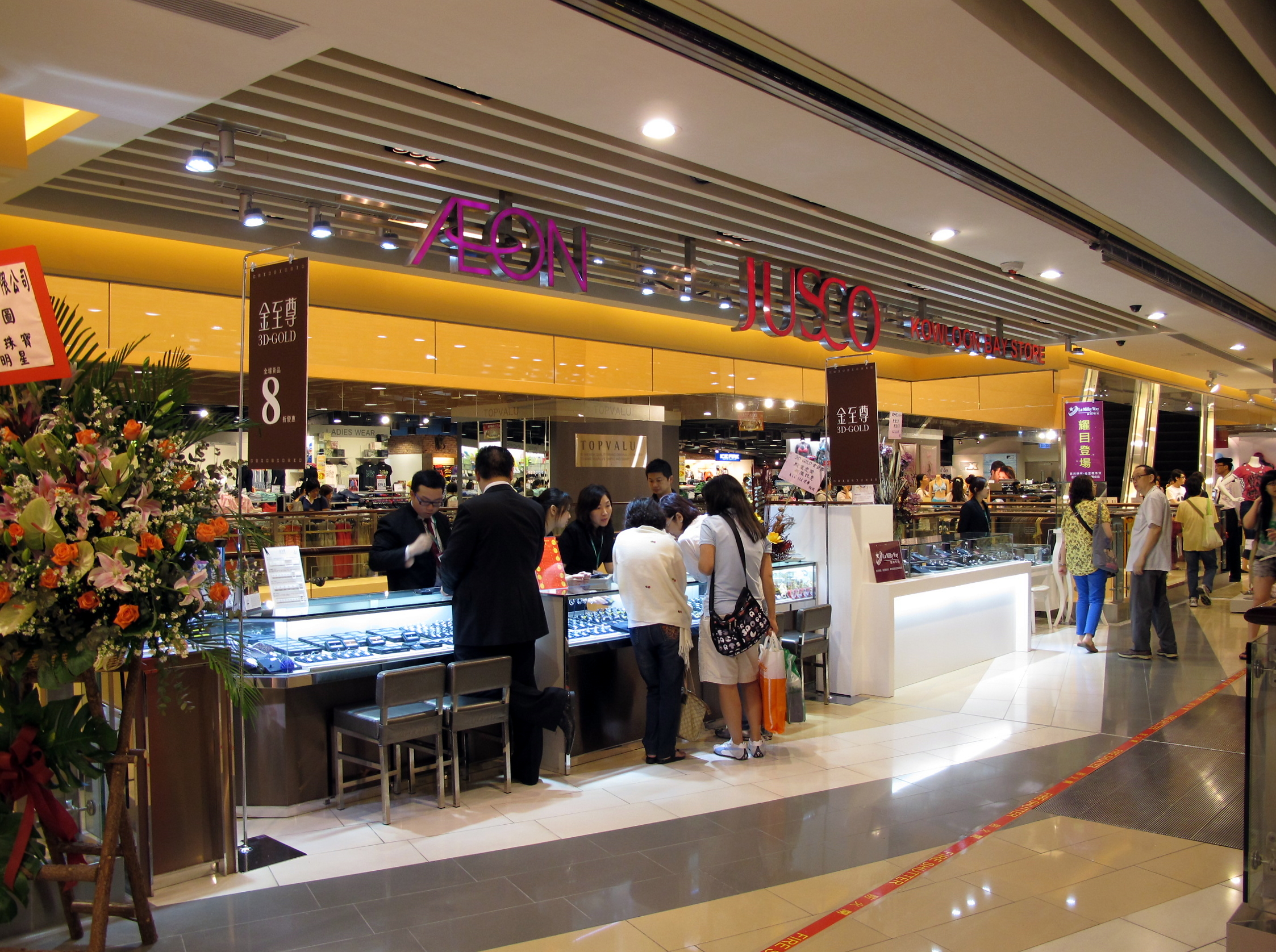
九龍灣MegaBox吉之島（2010年）

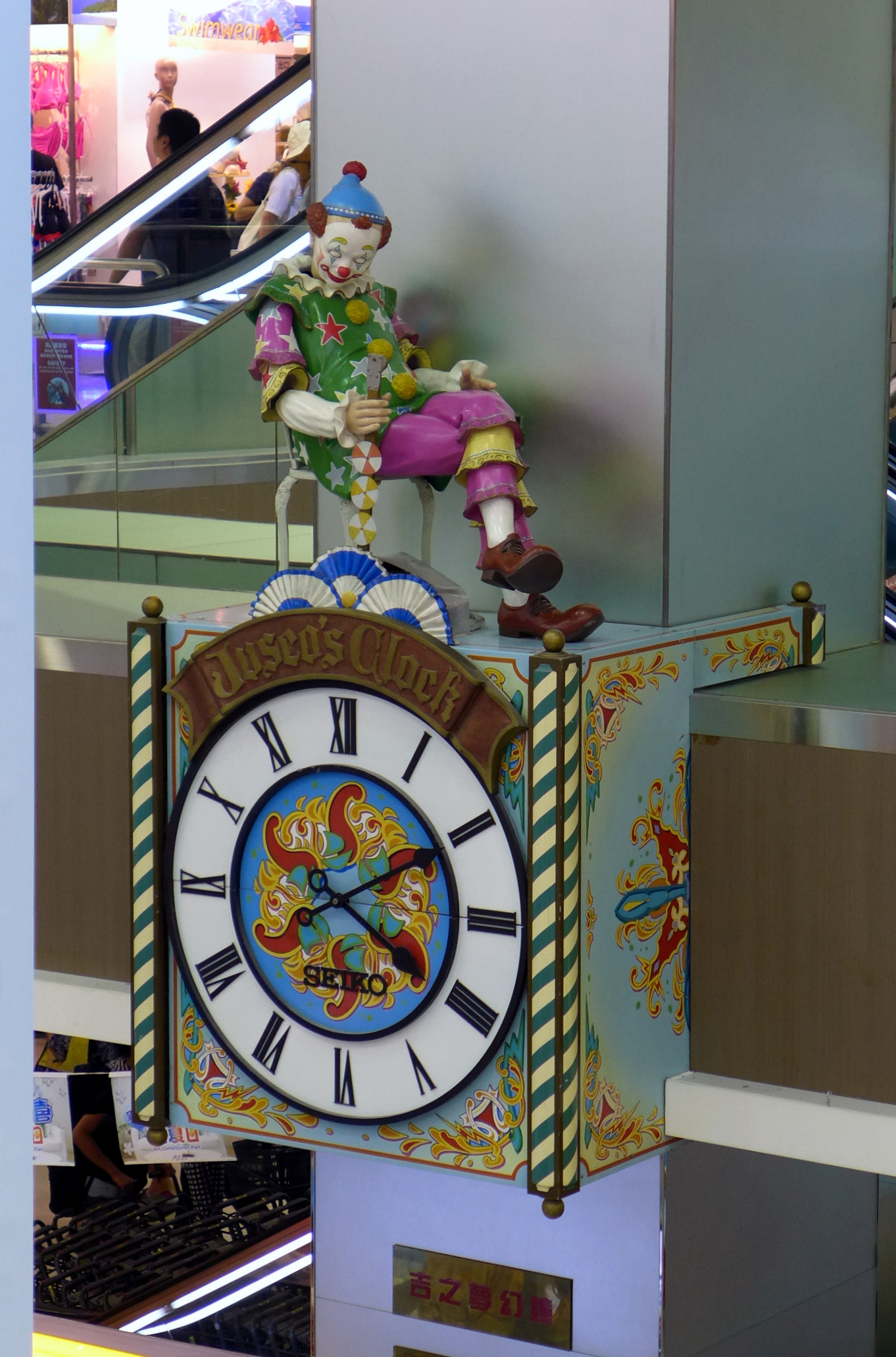
康怡廣場分店設1987年由日本設計的「吉之夢幻鐘」，因零件失效已經失靈，有居於東區的網友在facebook開設專頁「喚醒小丑專案組」，爭取精工維修小丑鐘

AEON百貨店（前稱吉之島、JUSCO）為日式綜合購物百貨公司，連帶著AEON超級市場及Living PLAZA by AEON。部分分店，如康怡、黃埔及屯門店更設有美食廣場。
1990年代後期，日資百貨公司八佰伴出現經營問題，八佰伴原來的黃埔花園分店以及屯門市廣場分店的大部份樓面範圍改為JUSCO百貨店，分店保留原八佰伴風格。連同吉之島原有的4間分店（康怡店、樂富店、荃灣店、大埔店），改裝後增加至6間分店。日本永旺集團亦於2000年收購八佰伴大部份資產。
2010年，JUSCO百貨店於九龍灣MegaBox開設一間時尚百貨店，新店設於L1及L2樓層，佔地約120,000平方呎。除一般百貨外，並設有超級市場及JUSCO 10元廣場，投資額約3000萬元，於6月5日開業。九龍灣分店試業和開業的日期與另一主要對手UNY生活創庫在樂富廣場的分店一樣是6月1日和6月5日。
2011年12月初，JUSCO百貨店在西九龍碧海藍天開設九龍區旗艦店，並開始試業。2012年1月7日，正式開幕。該店佔地約240,000平方呎，投資額約7000萬元。
2012年5月11日11時，九龍城廣場分店試業，佔地120,000呎，超級市場部分率先開幕，其餘部分亦陸續開幕。
2012年10月20日10時，灣景購物中心分店試業，取代荃灣廣場分店，佔地173,000呎，為首間以「AEON」名義營業之分店。2012年11月29日，正式開幕。而荃灣廣場分店則於10月底至11月底分階段結束營業，並於2012年11月28日正式結束營業。
2012年12月24日，大窩口店試業，佔地120,000呎，至2013年2月21日正式開幕；而大窩口店原址為八佰伴荃灣店。
Jusco百貨店亦曾經在慈雲山中心、將軍澳東港城、樂富中心（改稱「樂富廣場」A及B區）、大埔超級城、及尖沙咀星光行開設分店，慈雲山分店於2004年1月31日結束營業，將軍澳分店於2007年6月30日結束營業，樂富店於2010年2月28日因租約期滿結束19年營業，並已被於2010年6月5日開幕的UNY生活創庫取代（並非在原址開業）。2020年9月樂富開設Living Plaza by AEON，而大埔店亦已於2010年7月18日結束營業，由一田百貨取代。另外，公司也曾考慮大埔店結業後，如果昌運中心的椰林閣餐廳及美國冒險樂園遷出，並將會在原址開設JUSCO 10元廣場，方便大埔區的居民。最終發展商決定椰林閣及冒險樂園續租，因此而擱置計劃。

### AEON STYLE

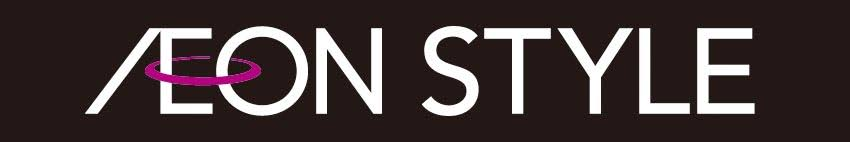
AEON STYLE標誌

2016年起，永旺百貨為旗下百貨店品牌引入「AEON STYLE」新形象，突破現有的綜合百貨店，以食品、服裝、家品各部門分層佈局。香港首間分店於2016年7月8日在AEON康怡店原址翻新後開幕，該店亦是日本國外首間分店。現時設有4間百貨分店，分別位於鰂魚涌康怡廣場、紅磡黃埔花園、油塘大本型及荃灣灣景廣場；另於油麻地家樂坊的AEON STYLE 旺角店及啟德體育園AEON STYLE 零售館店設有獨立超級市場（後述）。

#### 康怡店

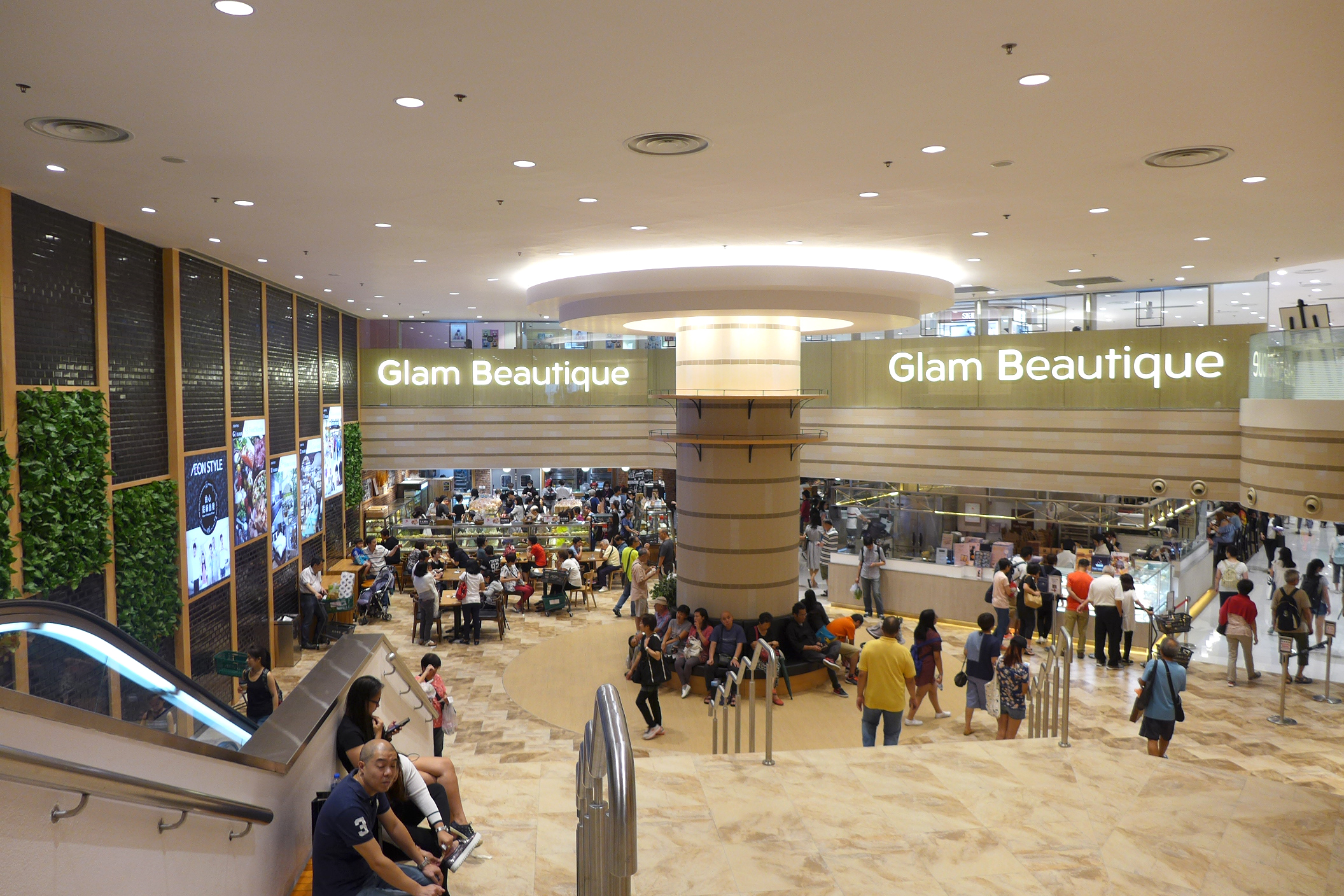
康怡店東門入口

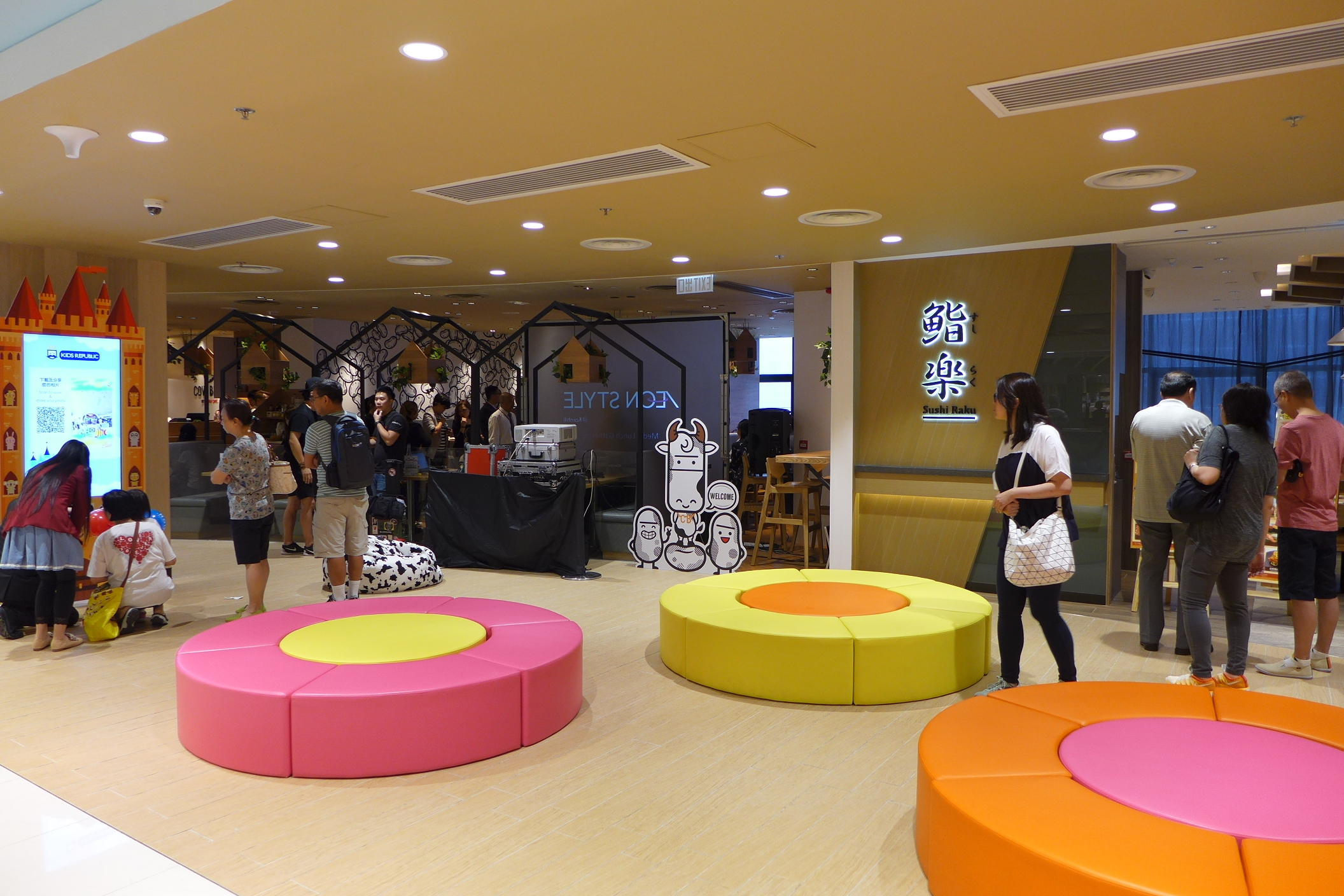
3樓餐廳外設閒座區，以及設AR遊戲裝置讓遊人合照

2016年7月1日，首間AEON STYLE於康怡廣場AEON康怡店原址開業，7月8日正式開幕，是日本國外首間AEON STYLE。佔地261,000平方呎，由日本建築與室內設計公司SEMBA（株式会社船場）重新設計內部和規劃原有空間。

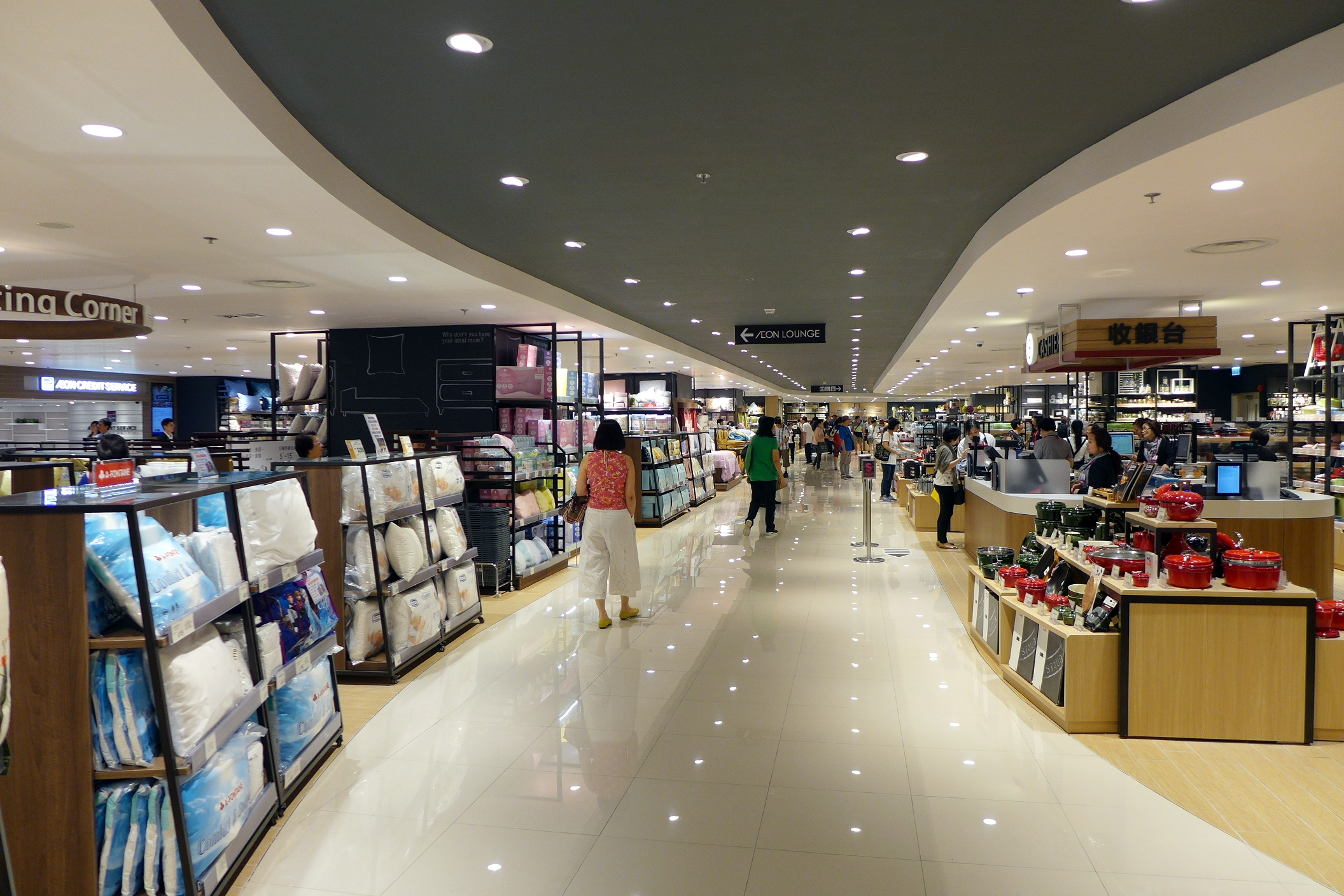
1樓Home Living
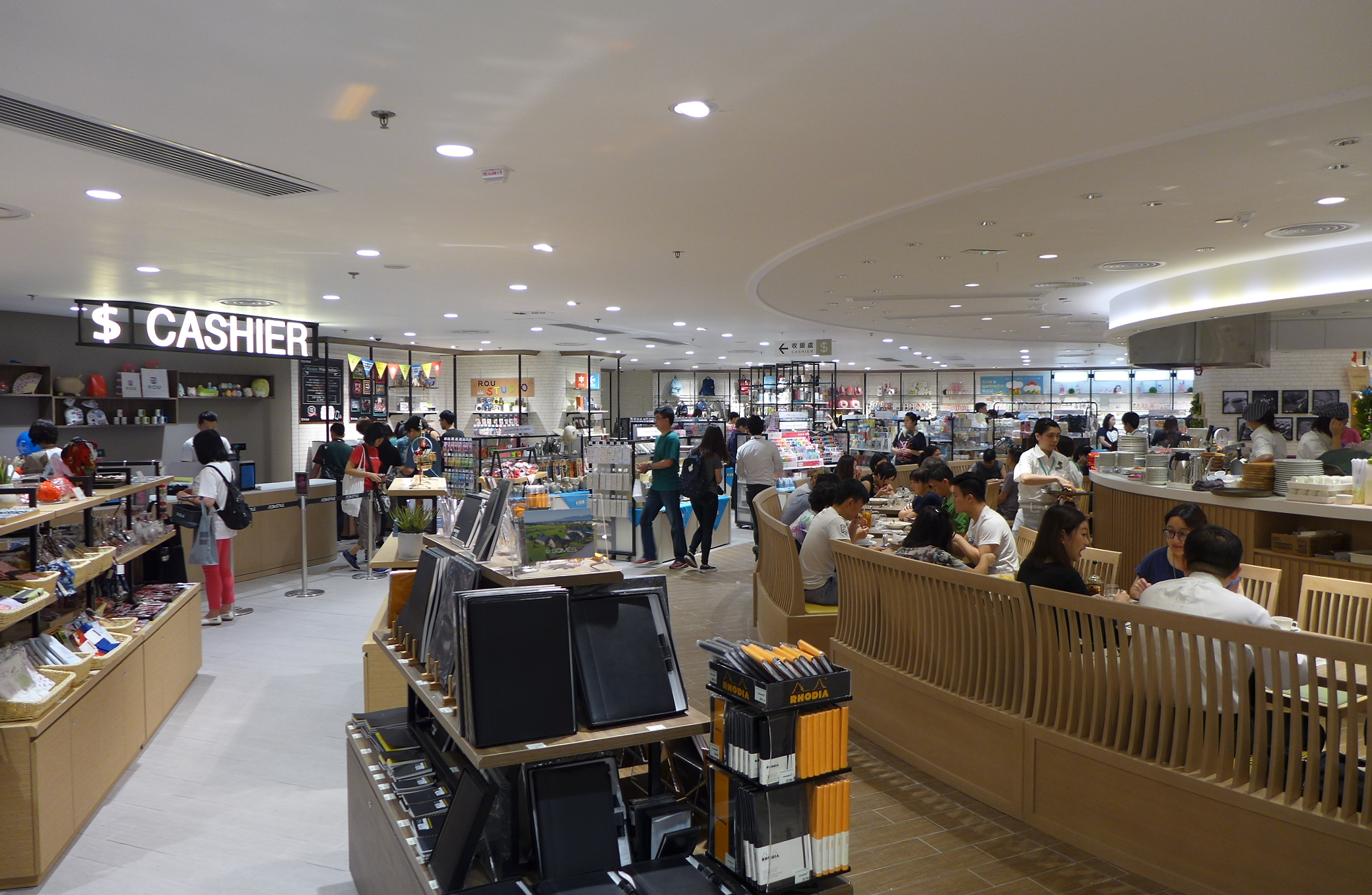
2樓Cool Adult
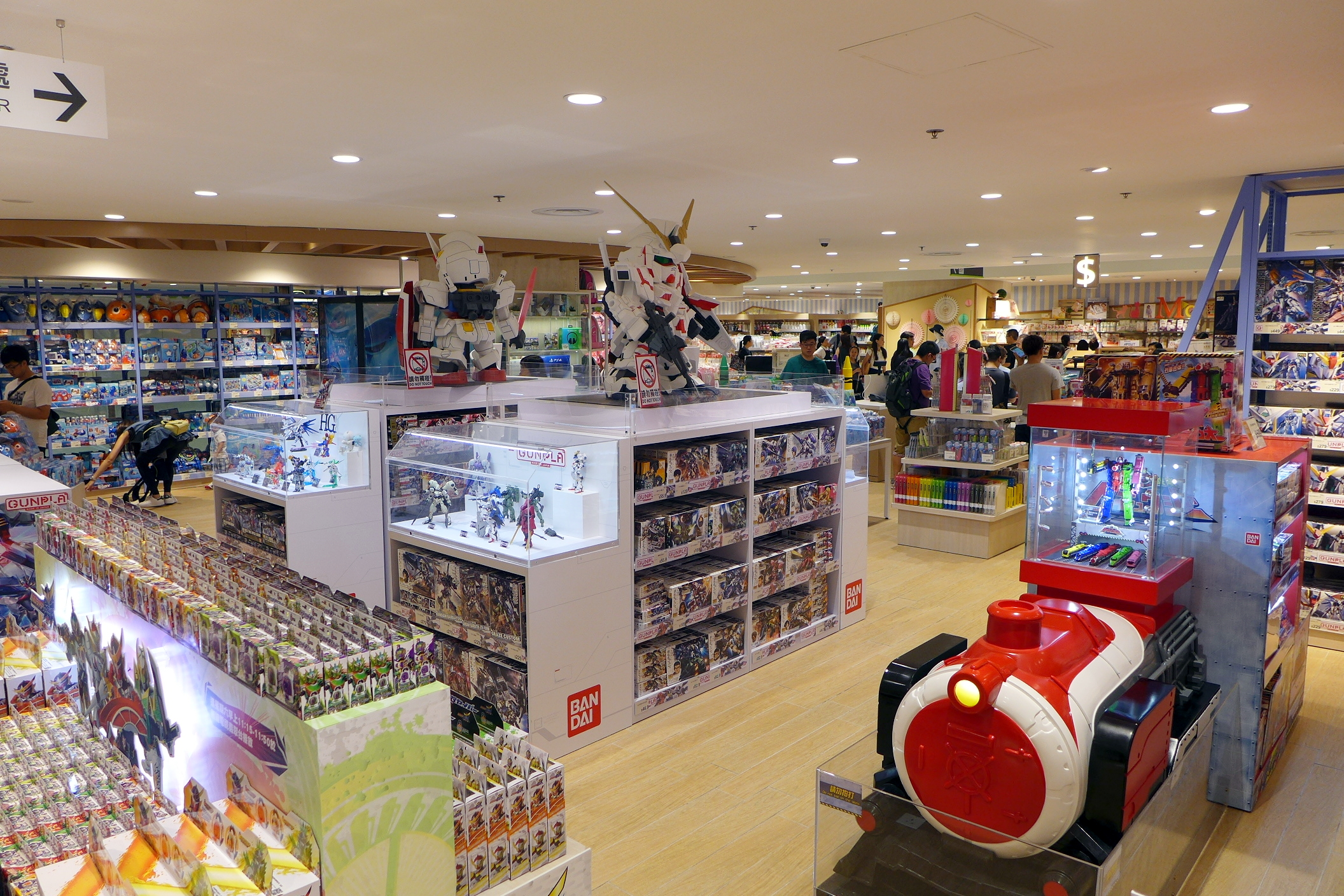
3樓Kids Republic

#### 黃埔店

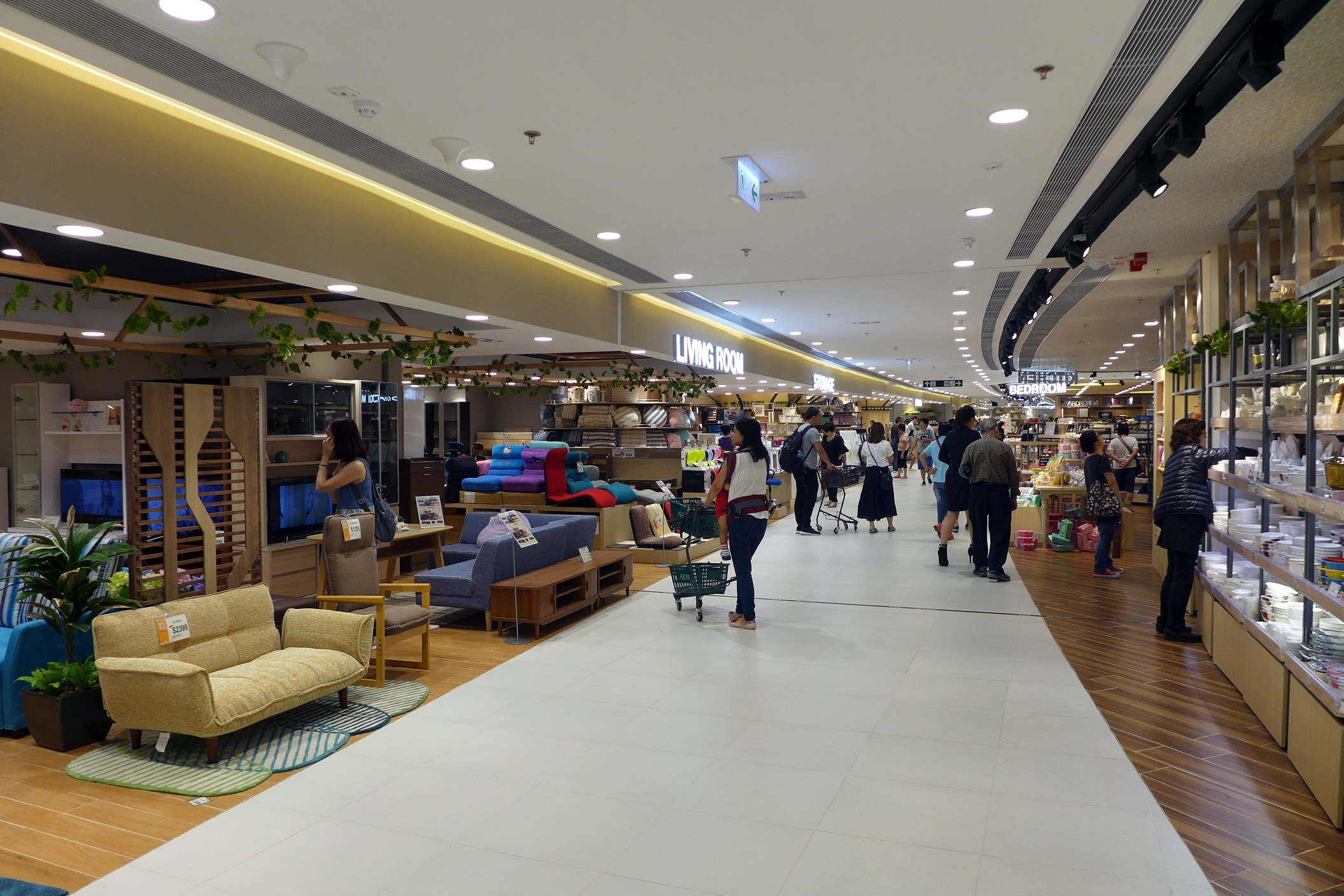
黃埔店家品區

黃埔店佔地超過18萬平方呎，共有2層。經過4個月的裝修後，2016年9月14日在AEON黃埔店原址開幕。地庫B1屬為Food Marché及Home Living，設有超級市場、Deli Square美食區、麵包店「Cantevole」、家品區、日系家品店HÓME CÓORDY、Event Hall（原址為Living PLAZA by AEON），以及美容專門店Glam Beautique；地面為Cool Adult及Kids Avenue，Living PLAZA by AEON於2020年進行了改裝，同年8月20日搬往新位置黃埔號內。2022年10月21日，獲特許經營日本咖啡連鎖店「客美多咖啡」，為香港首設。

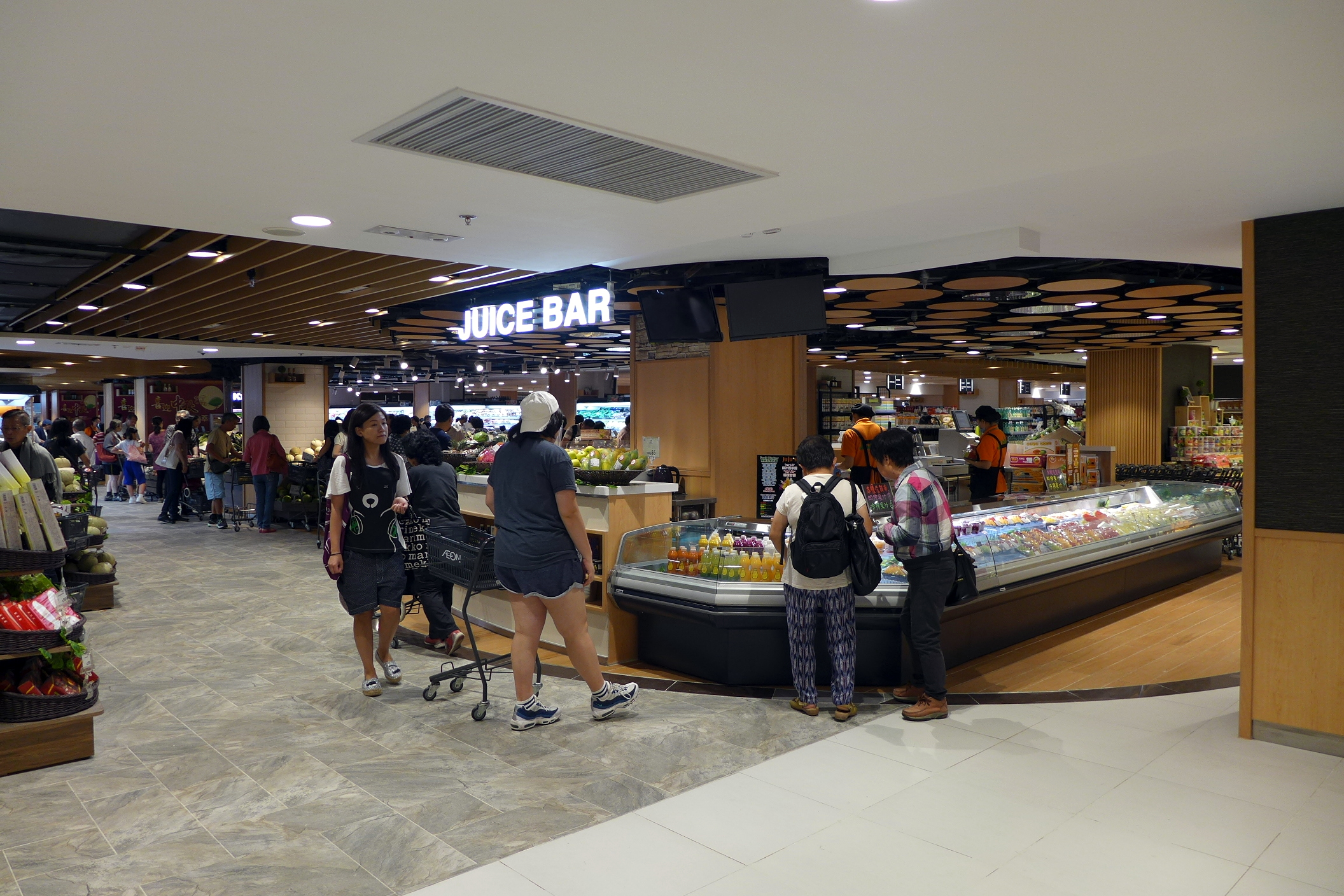
Food Marché超市
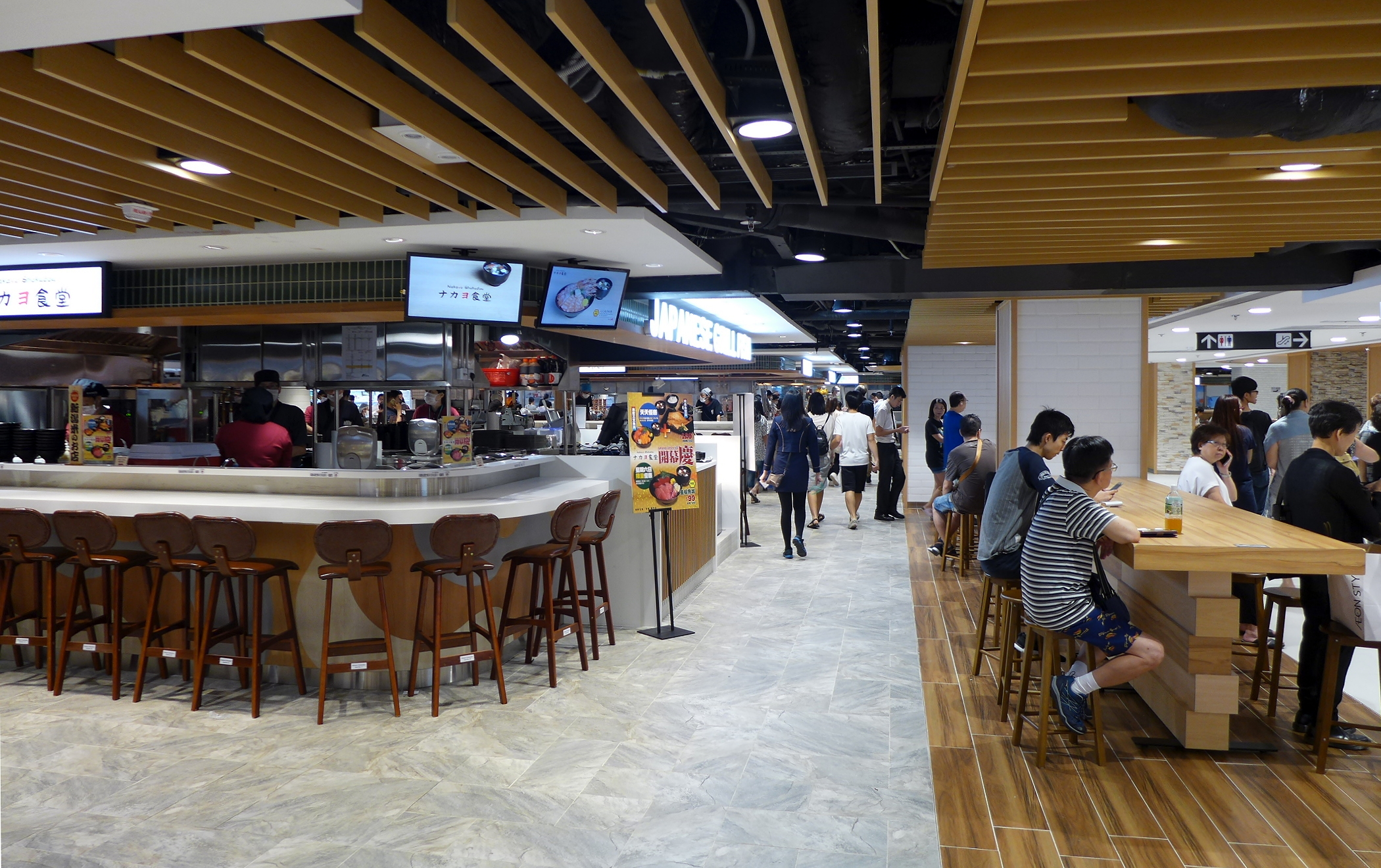
Deli Square美食區
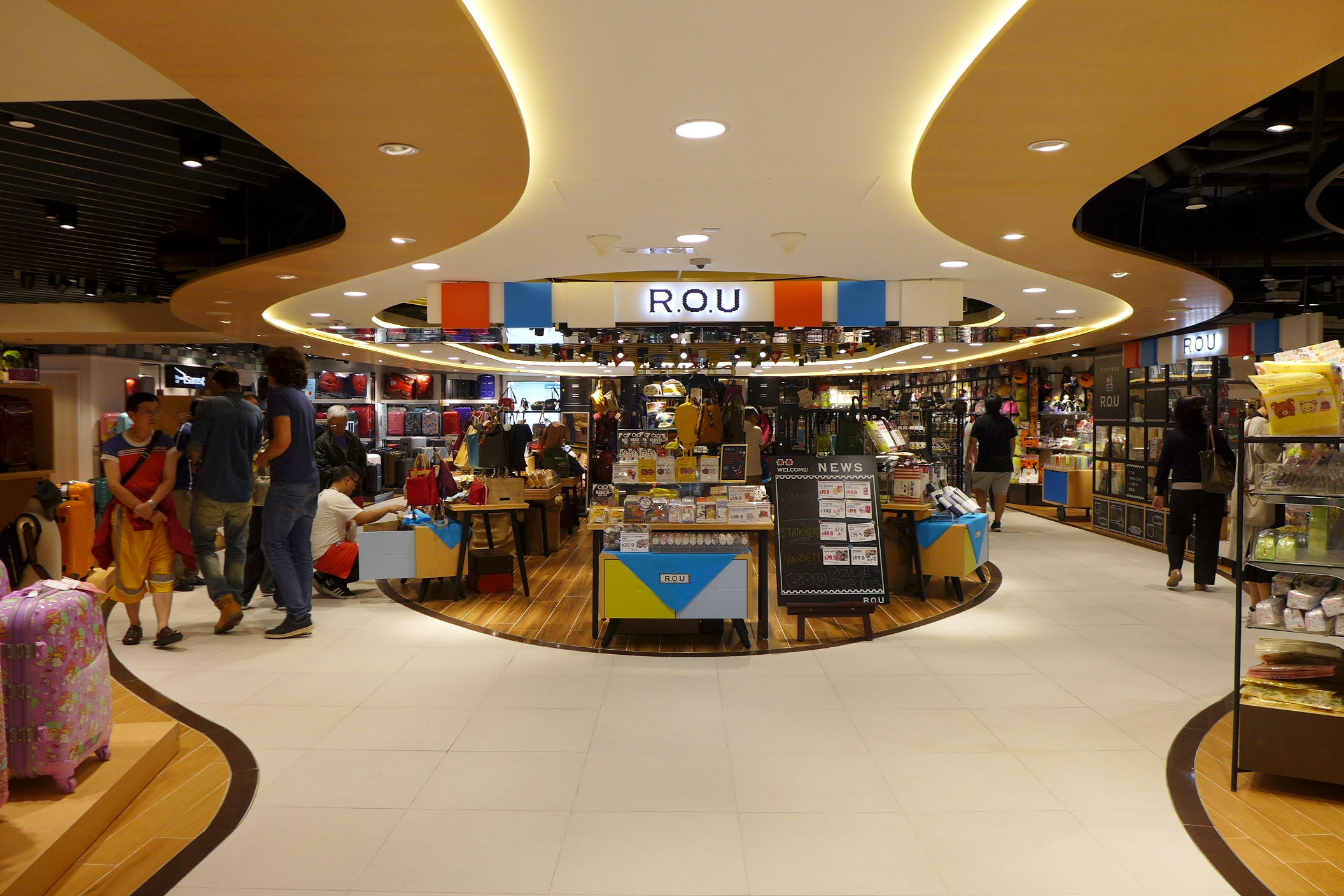
日本人氣生活精品雜貨店「R.O.U」(現已結業）
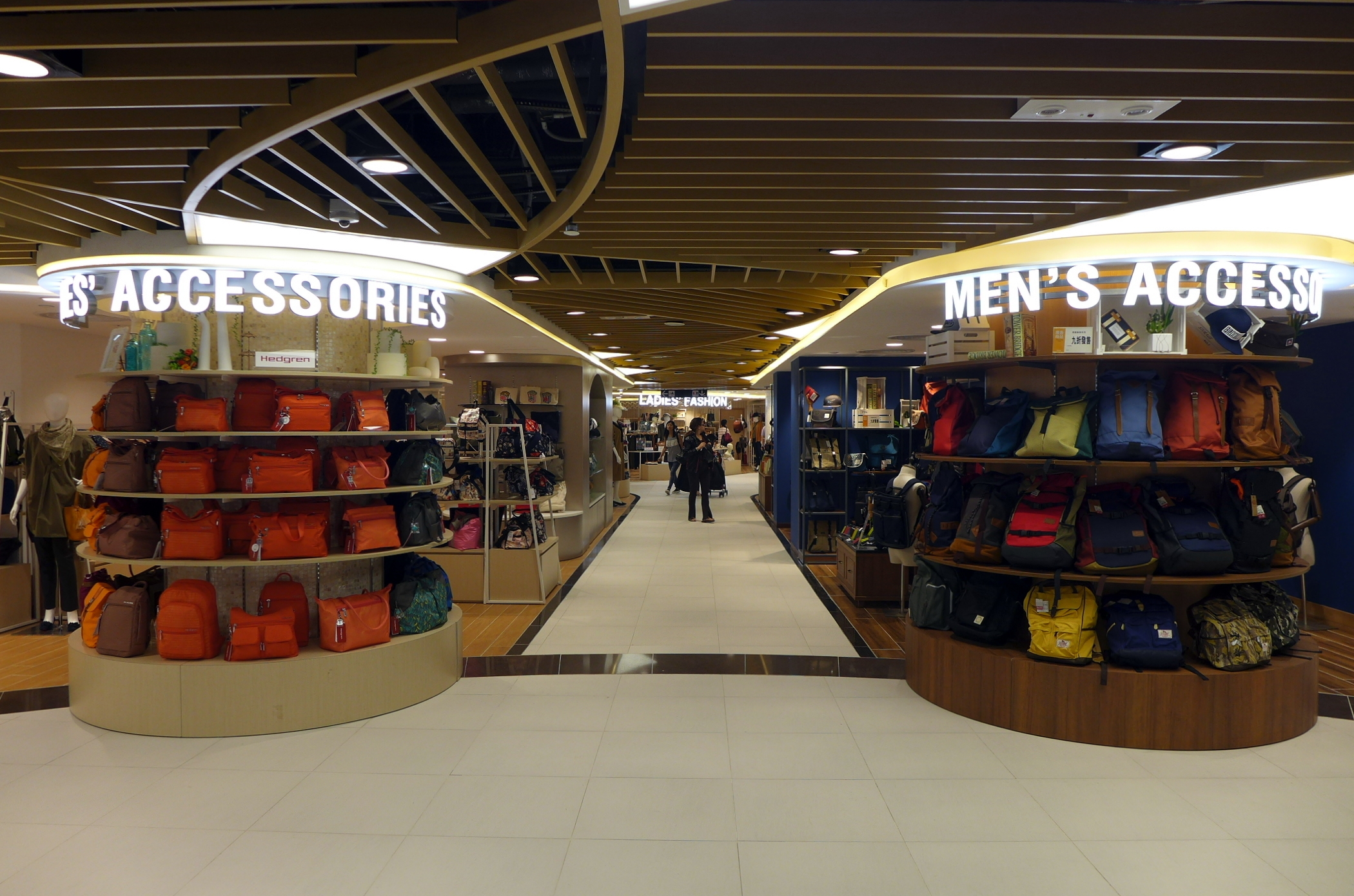
Cool Adult
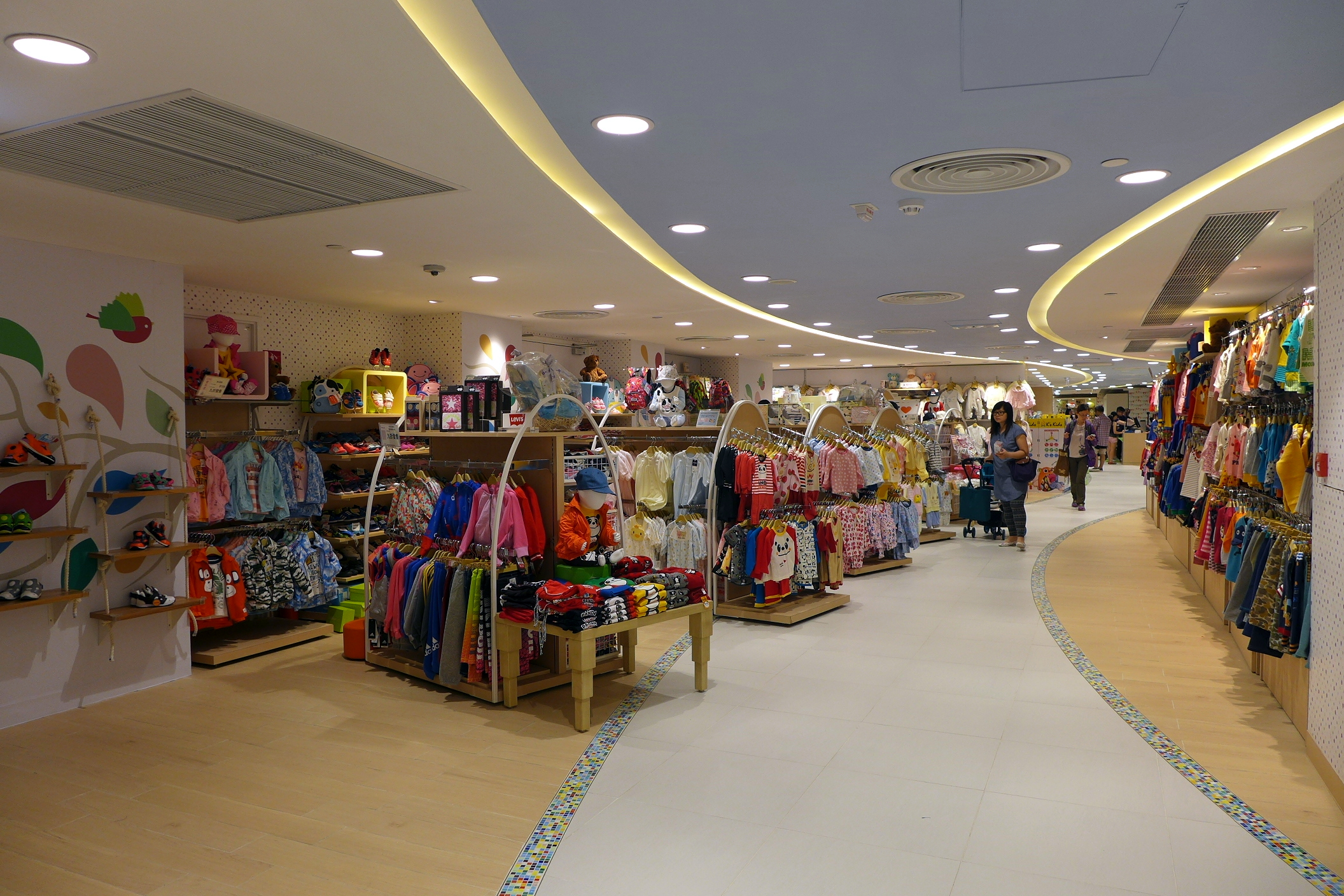
Kids Avenue
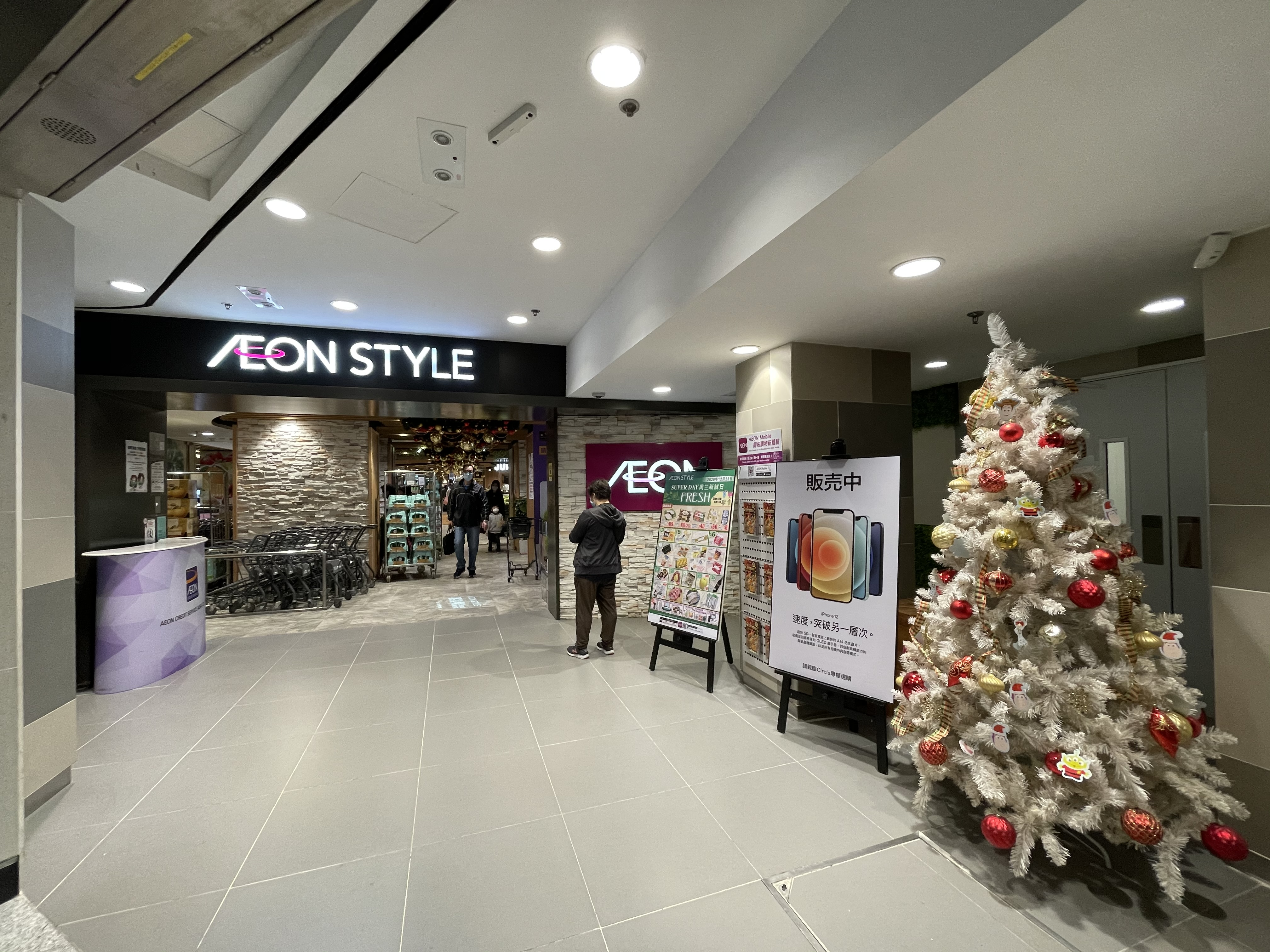
黃埔店位於港鐵站的出入口

#### 油塘店
AEON於2021年10月28日公佈與香港房屋委員會簽訂9年租約，將於油塘大本型原二樓SU-PA-DE-PA及一樓先施和豐澤的位置開設全新分店，佔地約45,000平方呎。於2022年1月10日至2月6日在1樓部分位置開設期間限定店。於2022年2月23日試業，同年3月3日正式開幕。 二樓設有「Supermarket」、「PAIN DES CANTE」麵包店、「MOS Burger」及「築地銀章魚燒」；一樓則設有五大區域，包括「Home Living」、「Fashion」、「Beauty Corner」、「Kids Zone」及「Pet Goods Zone」。此外，油塘店設有多個AEON自家品牌，包括家居品牌 「HÓME CÓORDY」，內衣及休閒服裝品牌 「iC innercasual」，兒童室內遊樂場 「Molly Fantasy」以及特許經營的日本平價生活百貨「Daiso Japan」。

#### 荃灣店
AEON於2024年5月為荃灣店進行改裝，7月5日在AEON荃灣店原址開業，7月19日正式開幕，是新界區首間AEON STYLE。佔地超過17萬平方呎，共有4層。店內living plaza於翻新後改裝為daiso japan，其面積達5000平方呎，官方宣傳其為新界區旗艦店，除了成為荃灣區首間daiso japan之外，亦為首間於原有百貨店內的living Plaza翻新為daiso Japan的分店。開幕同日獲特許經營日本大阪燒連鎖店「鶴橋風月」，為香港首設。

#### 分店詳細資料
| AEON綜合百貨店分店 |                                     |                                                      |                | | |                                                           |
| 分店               | 位置                                | 開業日期                                             | 結束營業日期   | 特色／備註 | 店內食肆／食品店 | 店內設有JUSCO 10元廣場／Living Plaza by Aeon／Daiso Japan |
| AEON STYLE         |                                     |                                                      |                | | |                                                           |
| 康怡店             | 香港鰂魚涌康怡廣場（太古站）        | 1987年11月20日（AEON百貨店） 2016年7月（AEON STYLE） | 營運中         | 香港首家分店，佔地261,000平方呎，附設超市，香港島區旗艦店。2016年7月改為AEON STYLE。 | Beard Papa's（已結業）、 Cafe Gute（已結業）、Cantevole、Cow Bean（已結業）、老上海小廚、ナカヨ食堂、東京Kitchen、Italian Tomato、龍島（已結業）、Luna Cake（已結業）、Mon Cher、Saint Etoile by Yamazaki（已結業）、超羣餅店、太子餅店、Quattro's Kitchen、山頭火（已結業）、麵藏（已結業）、博多拉麵別天神（已結業）、茶房別天神（已結業）、貢茶（已結業）、花斑茶社、UCC Coffee Shop、Yoppi Yogurt（已結業）、Sukiya、合點壽司、客美多咖啡、牛繁 一人燒肉實施店 | 是                                                        |
| 黃埔店             | 九龍西紅磡黃埔天地（黃埔站）        | 1998年11月（AEON百貨店） 2016年9月（AEON STYLE）     | 營運中         | 佔地182,000平方呎，附設超市及生活廣場，原八佰伴分店，九龍西首家分店。2016年9月改為AEON STYLE。 | Cantevole、Cow Bean（已結業）、宗田堂、仙蹤林（已結業）、Italian Tomato、Saint Etoile by Yamazaki（已結業）、龍島、批&撻專門店（已結業）、泰拍耶、誠拉麵（已結業）、上膳食堂（已結業）、阿玖里（已結業）、花斑茶社、客美多咖啡、UCC Coffee Shop | 是                                                        |
| 油塘店             | 九龍東油塘大本型（油塘站）          | 2022年2月                                            | 營運中         | 首家全新開業的AEON STYLE綜合百貨店，佔地46,000呎，現為AEON香港面積最細之百貨店。 | Pain Des Cante、築地銀だこ、MOS Burger | 是                                                        |
| 荃灣店             | 新界西荃灣灣景購物中心 （荃灣西站） | 2012年10月20日（AEON百貨店） 2024年7月（AEON STYLE） | 營運中         | 佔地170,000平方呎，附設超市及客美多咖啡，取代對面荃灣廣場分店，新界西首家分店。2024年7月改為AEON STYLE。 | Italian Tomato Cafe & Grill、Dominique Guilin、薩莉亞意式餐廳、百芳池上便當、名味韓點、客美多咖啡、鶴橋風月、Balencia Bakery＆Cafe（已結業）、銀咖喱（已結業）、大阪王將（已結業） | 是                                                        |
| AEON百貨店         |                                     |                                                      | 營運中         | | |                                                           |
| 屯門店             | 新界西屯門屯門市廣場（屯門站）      | 1998年12月                                           | 營運中         | 新界西旗艦店，2012年翻新後佔地189,000平方呎，附設超市、Living PLAZA及客美多咖啡，原八佰伴分店，新界西第二分店。於2020年6月再次翻新，縮減了部分樓面，翻新後佔地約14萬平方呎。該店於2012年翻新前是罕見分店保留原八佰伴風格。 | Cantevole、Italian Tomato、客美多咖啡、Nakayo食堂、UCC Coffee Shop、誠水產、牛繁 一人燒肉實施店、Pokka Cafe（已結業）、海皇粥店（已結業）、La Boheme（已結業）、麥當勞（已結業） | 是                                                        |
| 將軍澳店           | 新界東將軍澳將軍澳廣場 （將軍澳站） | 2009年12月                                           | 營運中         | 佔地56,000平方呎，附設超市及Living PLAZA，新界東唯一分店，不設運動及玩具等部門，於2021年5月完成翻新，並引入服裝部門。曾於2004年4月在1樓開設JUSCO 10元廣場。                                                                | 薩莉亞意式餐廳、牛涮鍋、大門食堂、八方雲集、Balencia Bakery＆Cafe（已結業）、Das Gute（已結業）、味吉拉麵館（已結業） | 是                                                        |
| 九龍灣店           | 九龍東九龍灣MegaBox （九龍灣站）    | 2010年6月                                            | 營運中         | 佔地101,000平方呎，附設超市及Living PLAZA，九龍東唯一分店，於2019年9月完成翻新，並引入Molly Fantasy室內遊樂場。 | 銀咖喱、爆井屋、味吉拉麵館（已結業）、Balencia Bakery & Cafe（已結業）、Cafe Gute（已結業） | 是                                                        |
| 荔枝角店           | 九龍西長沙灣碧海藍天 （茘枝角站）   | 2012年1月7日                                         | 營運中         | 九龍旗艦店，佔地240,000平方呎，附設超市及Living PLAZA，2011年12月1日試業，為九龍西第二家分店。 | 御名園酒家、薩莉亞意式餐廳、八方雲集、Cantevole、La Boheme（已結業）、Pokka Cafe（已結業）、Coco壹番屋（已結業）、板長壽司 x 自家鳥冬（已結業）、大戶屋（已結業）、鳴門魚湯麵亭（已結業）、籽泰（已結業）、Yoppi Yogurt（已結業） | 是                                                        |
| 九龍城店           | 九龍西九龍城九龍城廣場（宋皇臺站）  | 2012年5月                                            | 營運中         | 佔地114,000平方呎，附設超市及Living PLAZA，2012年5月11日試業。原先施百貨分店，在先施百貨結業十多年後開業。為九龍西第三家分店。曾於2003年8月在2樓開設JUSCO 10元廣場。                                                       | | 是                                                        |
| 大窩口店           | 新界西荃灣悅來坊（大窩口站）        | 2012年12月24日                                       | 營運中         | 佔地120,000平方呎，附設超市及Living PLAZA，原八佰伴分店，在八佰伴及熊貓百貨結業多年後開業。曾於2005年8月在地庫開設JUSCO 10元廣場。新界西第三家分店。                                                                       | La Boheme、銀咖喱 | 是                                                        |
| 已結業分店         |                                     |                                                      | 營運中         | | |                                                           |
| 尖沙咀專門店       | 九龍西尖沙咀星光行                  | 1990年6月15日                                        | 1995年12月31日 | 不詳 | 不詳 | Red X                                                     |
| 慈雲山店           | 九龍東慈雲山慈雲山中心              | 1998年2月1日                                         | 2004年1月31日  | 佔地約80,000平方呎。租約期滿，原址被分拆成多間店舖。其後於7樓開設Living PLAZA by AEON。 | Italian Tomato、Saint Etoile by Yamazaki、批&撻專門店、仙蹤林、雍雅山房茶餐廳、大樹屋泰國餐廳 | 是                                                        |
| 將軍澳店           | 新界東將軍澳坑口東港城 （坑口站）   | 1997年10月25日                                       | 2007年6月30日  | 佔地164,000平方呎，二樓原址一半樓面被和記黃埔旗下的Taste超市原址取代（現為一田超市），一樓原址被分拆成多間店舖，2010年部分樓面被馬莎取代。                                                                                 | 英王麵包店、Italian Tomato Cafe、麥當勞 | 是                                                        |
| 樂富店             | 九龍東橫頭磡樂富中心 （樂富站）     | 1991年6月28日                                        | 2010年2月28日  | 佔地148,000平方呎，原址B區（前稱二期）被分拆成多間店舖，而A區（前稱一期）新設UNY生活創庫取代。結業多年後，在2020年9月於A區3樓開設Living PLAZA by AEON，佔地逾4,000平方呎。                                                 | Pokka Cafe、香味屋、沙龍餐廳、海皇粥店、京川滬料理、津和味美食、英王麵包店 | 是                                                        |
| 大埔店             | 新界東大埔大埔超級城                | 1995年10月21日                                       | 2010年7月18日  | 佔地85,600平方呎，被一田百貨取代。 | 仙萊茶坊、英王麵包店 | Red X                                                     |
| 荃灣店             | 新界西荃灣荃灣廣場 （荃灣西站）     | 1991年4月28日                                        | 2012年11月28日 | 佔地102,000平方呎，原店不設超市。其中二樓至四樓共85,000呎被一田百貨取代，一樓原址被H&M及Monki取代。該店遷往對面灣景購物中心擴充營業。                                                                                      | | 是                                                        |

## 超級市場

### AEON SUPERMARKET

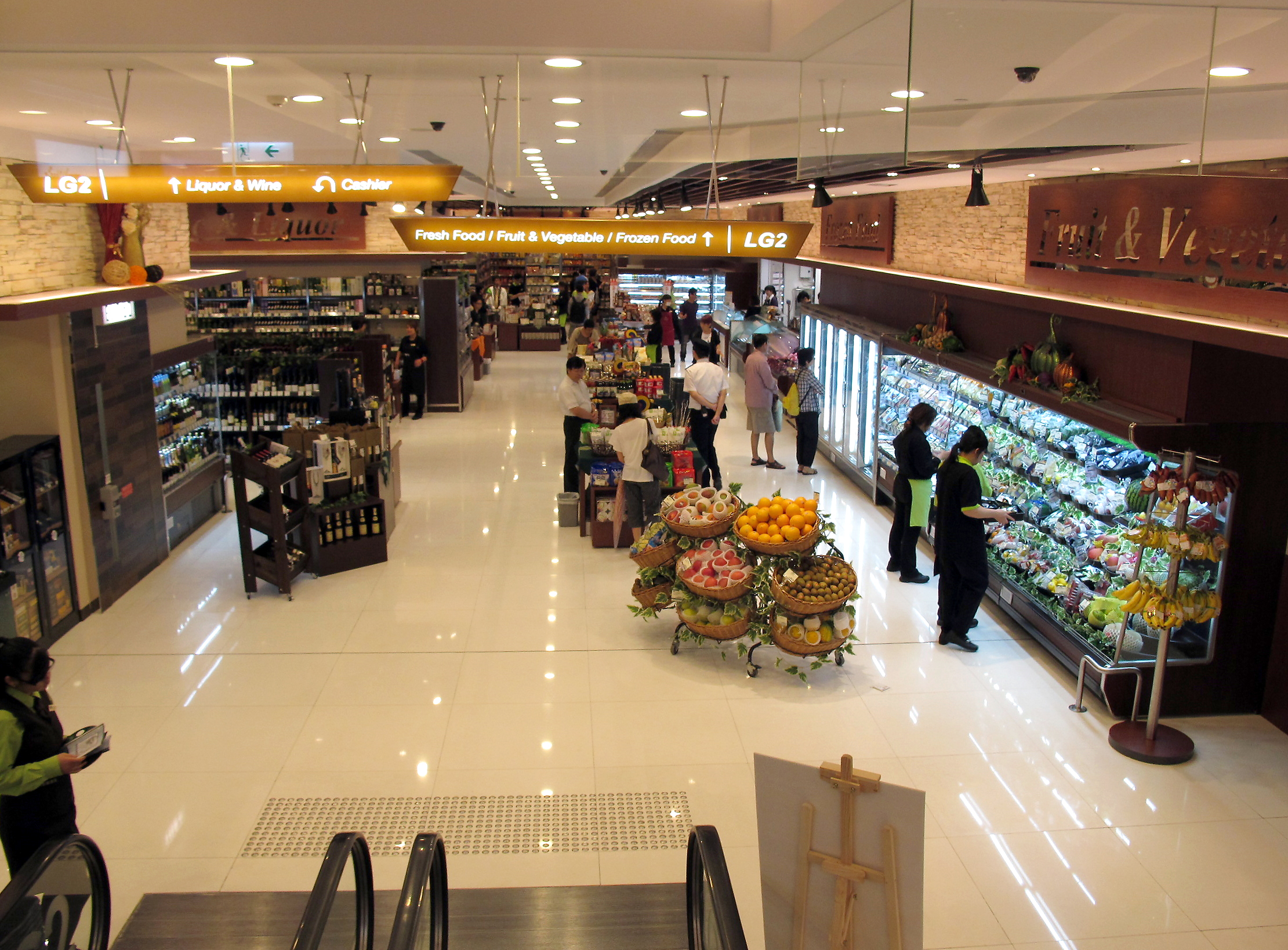
永旺於2011年曾以AEON MaxValu Prime名義於尖沙咀The ONE開設分店

AEON SUPERMARKET 多附設於AEON百貨店內，獨立經營的則有一家，設於尖沙咀The ONE，附設Living PLAZA by AEON及客美多咖啡。
2005年4月，第一家JUSCO SUPERMARKET於觀塘apm開業。2009年6月，JUSCO SUPERMARKET於沙田禾輋商場（已改稱禾輋廣場）開設，並設有JUSCO Living PLAZA及美食廣場。同年12月另一家分店在將軍澳廣場開設，現時該店已拼入百貨店。
2018年2月28日，禾輋商場的AEON SUPERMARKET結業。同年10月於禾輋商場3樓開設Living Plaza by AEON。
2022年3月18日，領展旗下啟田商場營業15年之「AEON SUPERMARKET藍田店」公佈即將結業，最後營業至2022年3月27日。該店於2006年9月以「JUSCO吉之島」品牌開幕，佔地約31000呎，並於2015年曾經進行翻新工程。
永旺曾以AEON MaxValu Prime名義分別於尖沙咀The ONE及銅鑼灣京士頓街名店坊開設分店，屬走高檔路線之精品超級市場。2012年12月18日起，於名店坊的分店改為以AEON SUPERMARKET的名義繼續營業，及後尖沙咀分店亦統一為AEON SUPERMARKET ，但尖沙咀分店在統一名義後無論店內及收據上仍然沿用AEON MaxValu Prime的Logo，員工亦維持以原MaxValu Prime淺綠色為主的制服示人，直至在2020年6月完成改裝後才更換與其他AEON分店一樣的員工制服。

### AEON STYLE旺角店
相隔5年，AEON宣布在油麻地登打士街家樂坊商場，原H&M的部分位置開設AEON STYLE超級市場，佔地約25,000平方呎，租約期為6年。早於2021年初，AEON曾於該位置開設期間限定店，為期一個半月。該店於2021年8月12日開幕，以提供日本高品質時尚產品為主題。有別於其他AEON STYLE分店，旺角店歸類爲獨立超級市場，不另設百貨部，只有少量玩具，文具及藥妝發售。2023年7月20日，於地下Foot Locker分店結束營業後開設POP-UP Store，至同年9月10日。

### AEON STYLE啟德店
AEON於2021年11月11日公佈與新世界發展及新創建集團合營公司啟德體育園有限公司簽訂9年租約，將於啟德體育園室內體育館B1層ISCW-B101舖號商舖，開設AEON STYLE超級市場，為期9年，涉及金額3730萬元，租賃期暫定於2023年第二季開始，不遲於2025年6月30日。於2024年12月18日試業，2025年1月正式開幕。

### AEON超級市場分店
| AEON超級市場分店           |                                           |               |               | | |                                                           |
| 分店                       | 位置                                      | 開業日期      | 結束營業日期  | 特色／備註 | 店內食肆／食品店                                                                                                | 店內設有JUSCO 10元廣場／Living Plaza by Aeon／Daiso Japan |
| AEON STYLE（獨立超級市場） |                                           |               |               | | |                                                           |
| 旺角店                     | 九龍西油麻地家樂坊 （油麻地站）           | 2021年8月     | 營運中        | 佔地25,000平方呎，首家以AEON STYLE名義開業的獨立超級市場。                                                                                                  | Italian Tomato、Mon Cher（已結業）、Pain Des Cante                                                              | 是                                                        |
| 啟德店                     | 九龍西啟德體育園零售館（啟德站/宋皇臺站） | 2024年12月    | 營運中        | 佔地23,000平方尺，以AEON STYLE名義開業的獨立超級市場。 | 客美多咖啡 | Red X                                                     |
| AEON SUPERMARKET           |                                           |               |               | | |                                                           |
| 尖沙咀店                   | 九龍西尖沙咀The ONE （尖沙咀站）          | 2011年6月     | 營運中        | 佔地26,000平方呎，開業初期為MaxValu Prime超級市場。 | 客美多咖啡 | 是                                                        |
| 已結業分店                 |                                           |               |               | | |                                                           |
| 翔龍灣店                   | 土瓜灣翔龍灣廣場 （土瓜灣站）             | 2007年8月8日  | 2013年7月21日 | 佔地44,000平方呎。租務期滿後，原址被分拆成兩間商舖，分別租予惠康超級廣場及煌府婚宴專門店。                                                                  | Italian Tomato Cafe、Saint Etoile by Yamazaki                                                                   | 是                                                        |
| 觀塘店                     | 九龍東觀塘apm商場                         | 2005年4月10日 | 2014年5月11日 | 佔地33,000平方呎，第一間獨立的吉之島超級市場，結業後由一田超級市場取代。                                                                                    | 英王麵包店、太子餅店、陳意齋、官燕棧、Buono Nuobo Cafe、Italian Tomato                                          | Red X                                                     |
| 銅鑼灣店                   | 香港銅鑼灣名店坊                          | 2012年8月     | 2016年10月2日 | 佔地52,000平方呎，前身為銅鑼灣LCX。開業初期為MaxValu Prime超級市場，超市部分先於Living Plaza部分結業。部分樓面改成AEON ものもの﹐其他樓面被業主收回並分拆。 | Das Gute、Delica Express、Rachel's Cookies、花莉曲奇、大阪王將、味吉拉麵館                                      | 是                                                        |
| 禾輋店                     | 新界東沙田禾輋廣場                        | 2009年6月28日 | 2018年2月28日 | 佔地31,000平方呎。 | MOS Burger、Italian Tomato、Saint Etoile by Yamazaki、銀咖喱、貢茶、批&撻專門店、大門食堂、味吉拉麵館           | 是                                                        |
| 藍田店                     | 九龍東藍田啓田商場（藍田站）              | 2006年9月14日 | 2022年3月27日 | 佔地31,000平方呎，為第二間獨立的超級市場。也是營運時間最長的分店。                                                                                          | 櫻木鐵板燒、品幻拉麵、博多拉麵別天神、味佳台灣牛肉麵、味吉拉麵館、銀咖喱、英王麵包店、Italian Tomato、La Boheme | 是                                                        |

## ものもの（Mono Mono）小型日式百貨
為生活百貨公司，規模介乎於綜合百貨與Living PLAZA之間。「もの」在日語是「物」的意思。ものものMono Mono提供多元化、簡單且風格獨特的生活必需品，配合顧客對自身生活無限的想像空間，為日常生活增添靈感與活力，讓每天都能帶著優閒愉悅的心境，探索驚喜未知。以「一切為了顧客」為經營出發點，滿足市場及顧客不斷變化的需求。

### 銅鑼灣店
香港首間分店位於銅鑼灣Fashion Walk京士頓街9號，於2017年12月8日開業，前身為MaxValu Prime超級市場「銅鑼灣店」，重新開業後面積約15,000平方呎。新店共有兩層，地下以只提供乾貨的超級市場及化妝品為主，第二層是佔地8,600呎的Living PLAZA。已於2024年10月20日結業。

### 香港仔中心店
2020年12月19日在香港仔開設第二間分店，分店位於香港仔ac1一樓1A舖，佔地約5,000平方呎。ものもの香港仔店以AEON自家品牌Living Plaza、HÓME CÓORDY及TOPVALU為主，只有少量TOPVALU食品發售，不設超級市場。

### 日出康城店
香港的第三間分店位於港鐵將軍澳康城站上蓋日出康城的大型購物商場THE LOHAS3樓335號舖，在2021年1月28日開業，佔地約12,000平方呎，主題為「綠色·樂活」，以AEON自家品牌Living Plaza、HÓME CÓORDY及TOPVALU為主，只有少量TOPVALU食品發售，不設超級市場。

### 天盛店
香港第四間分店位於天水圍天靖街3號天盛苑商場，於2022年8月12日開幕，佔地約3200平方呎，設有三大AEON自家品牌，包括TOPVALU，HÓME CÓORDY，以及 DAISO JAPAN，備有不同種類的日本及各地商品。TOPVALU專區除了自家品牌外亦備有少量其他品牌商品，寵物用具及食品，以及冷凍食品，如蛋、牛油及豆腐，比香港仔店及康城店提供更多商品種類。

### 北角店
香港第五間分店位於北角健威坊商場地下舖位（原實惠），於2024年9月開幕，面積約1萬平方呎，設超級市場。

## Living PLAZA by AEON及 DAISO JAPAN

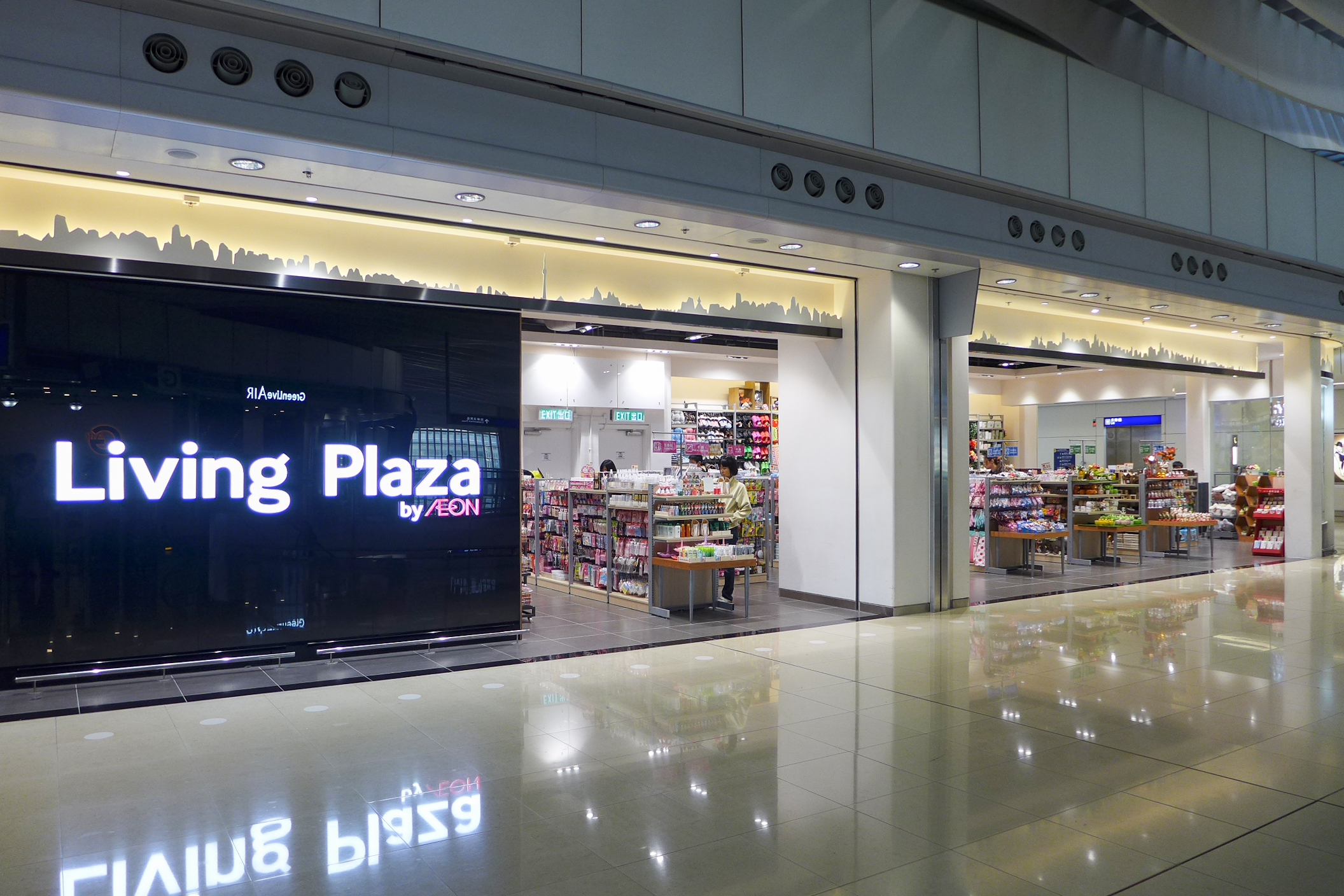
Living PLAZA by AEON在翔天廊分店（現已結業）

### Living PLAZA by AEON
Living PLAZA by AEON，原名JUSCO 10元廣場，為10元店（日本稱為100圓店），一直標榜以向日本供應商（主要為大創百貨）取貨作品質、品味保證，分佈於香港各區。部份店鋪開設於AEON百貨店或AEON超級市場內。
2000年9月，首間JUSCO 10元廣場於屯門吉之島分店內開業。
2002年6月，首間JUSCO 10元廣場獨立分店開設於銅鑼灣京士頓街，其後更開設於九龍城廣場、將軍澳廣場、荃灣悅來坊、佐敦莊士倫敦廣場等地，其中將軍澳廣場、九龍城廣場及荃灣悅來坊分店於數年後，分別擴充為AEON百貨將軍澳店、九龍城店及大窩口店。
2008年12月，天水圍嘉湖銀座（現稱置富嘉湖）開設全香港首間JUSCO Living Plaza，該店曾結業一段時間後於同商場另一位置重開。
2011年10月1日起，將10元貨品全面加價兩成至12元，全線16間「JUSCO 10元廣場」亦改名為「JUSCO Living PLAZA」。
2013年3月1日，香港分公司跟隨日本總部進行易名及統稱旗下店舖，故改名為 「Living PLAZA by AEON」。
2021年5月，Living PLAZA by AEON竹園店為最後一間以「Living PLAZA by AEON」名義開業的$12店。
Living Plaza分店陸續改裝成DAISO JAPAN，
截至2022年8月，Living PLAZA by AEON設有45間獨立分店，分佈於全港18區。
2025年2月13日， Living PLAZA by AEON將軍澳彩明商場店結業，並以全場半價優惠。將軍澳尚餘2間分店。

### DAISO JAPAN
香港的大創百貨產品於永旺百貨門店行列之「AEON Living Plaza」（永旺生活廣場）部門銷售。AEON於2021年獲得大創百貨的經營權後所開設的$12店均使用「DAISO JAPAN」的名義，不再使用「Living PLAZA by AEON」的名字，竹園店為最後一間以「Living PLAZA by AEON」名義開業的$12店。而原有Living PLAZA by AEON 淘大店在搬遷後則使用「DAISO JAPAN」的名字在2021年6月重新開業，成為第一間Daiso Japan店。此外，部分「Living PLAZA by AEON」翻新後亦以「DAISO JAPAN」的品牌重新開業，如灣仔英皇集團中心、葵涌石蔭商場、沙田置富第一城分店等。
2021年6月，在九龍灣淘大商場開設 「DAISO JAPAN」專門店，為首次在香港開設大創百貨專門店。
2021年8月，在油麻地家樂坊AEON STYLE旺角店內開設首間位於AEON店內分店。
2022年6月24日，原有旺角創興廣場Living PLAZA by AEON改裝成DAISO JAPAN旺角旗艦店，佔地1.2萬呎，並引入了日本DAISO人氣300yen店 Threepy。
2022年8月，天水圍天盛商場AEON ものもの(Mono Mono)內開設分店，為首間開設於Mono Mono店內的分店。
截至2023年6月，Daiso Japan在全香港一共有30間分店，遍布港九新界。其中有14間更由原Living Plaza by AEON改裝成。

### Threeppy
日本Daiso 旗下的300円店「Threeppy」成立於2018年，以「追求成熟又不失可愛」為概念，設計4個系列包括「Kawaii、Relaxing、Comfortable、Beauty」的粉色調商品，有飾品、家品、餐具及時尚配件等日式雜貨，300yen商品並非跟隨DAISO定價$35，而是由$39起。
2022年6月，於旺角創興廣場DAISO JAPAN旗艦店內開設香港首間分店。

## Molly Fantasy
為室內遊樂場。現時共有6間分店，分別位於康怡、荃灣、將軍澳、九龍灣及油塘AEON店內，以及粉嶺Living PLAZA by AEON店內。粉嶺店是全線Living PLAZA by AEON唯一有Molly Fantasy的分店， 並且不在AEON店內開設的分店。Molly Fantasy主要競爭對手是美國冒險樂園、歡樂天地和NAMCO, 是香港第四大連鎖室內遊樂場。

## AEON BAKERY自家麵包店
AEON BAKERY 在香港設有3個麵包品牌，分別是La Bohéme Bakery、CANTEVOLE及香港獨有的PAIN DES CANTE。
香港共有1家分店，位於大窩口AEON店内，
	原有荔枝角及屯門分店已升級至同集團另一麵包品牌CANTEVOLE。
是從日本永旺集團引入的日式麵包店，名字取自意大利文中的“Incantevole”，是迷人的意思。在日本設有逾139間分店，香港則設有4間分店，分別位於康怡、黃埔、荔枝角及屯門AEON店內。
是AEON特別為香港顧客而設、每日新鮮製作口味創新的日本高品質特色麵包的全新自家品牌，現時共有2家分店，分別位於旺角及油塘AEON店内。

## Glam Beautique
Glam Beautique是從日本永旺集團引入的健康美容用品店。目前設有2間分店，分別位於康怡及黃埔AEON STYLE店內。

## iC innercasual
iC innercasual休閒內衣及家居服專門店，是由日本引入的AEON自家品牌。日本設有逾360間分店，首間香港分店位於位於九龍灣AEON，於2019年9月開業。目前在香港設有6間分店，分別位於九龍灣，荃灣，黃埔，將軍澳，屯門 及大窩口 AEON店內。

## AEONBODY
AEONBODY現於日本設有9間分店，為美容及健康概念店，售賣各種護膚品和身體護理產品，天然香氛和健康食品等。

## HÓME CÓORDY
HÓME CÓORDY日系家品專門店，是由日本引入的AEON自家品牌，品牌英文字上的兩點分別代表“令生活添加多一點色彩”及“令生活增加一點與別不同的小變化”。於日本設有近500間分店，首間香港分店位於位於康怡AEON STYLE，於2019年12月開業。目前在香港設有10間分店，分別位於康怡 、黃埔、荃灣、尖沙咀、屯門、油塘、旺角及將軍澳AEON店內，以及香港仔及康城Mono Mono(ものもの)店內。

## コメダ珈琲店
2022年，永旺與コメダ珈琲店簽訂合作協議，將珈琲店引進香港。首店於2022年10月在黃埔AEON STYLE開業。現時設有六間分店，分別位於黃埔AEON STYLE、屯門AEON、尖沙咀AEON超級市場、荃灣AEON STYLE、啟德AEON STYLE及康怡AEON STYLE內。

## 美食廣場
AEON於Jusco時期曾開設Jusco美食廣場，集多間中外食肆，全部位於Jusco百貨店或JUSCO超級市場鄰近，以帶來協同效應，以價錢低廉吸引食客，最後一間Jusco美食廣場為屯門Jusco百貨店。現已全數結束營業。
1999年，屯門市廣場的Jusco美食廣場發生炸彈爆炸案，多人受傷。
現時，黃埔、荃灣及康怡的AEON STYLE設有美食廣場，提供多款不同種類的食品。

## 部分分店圖片

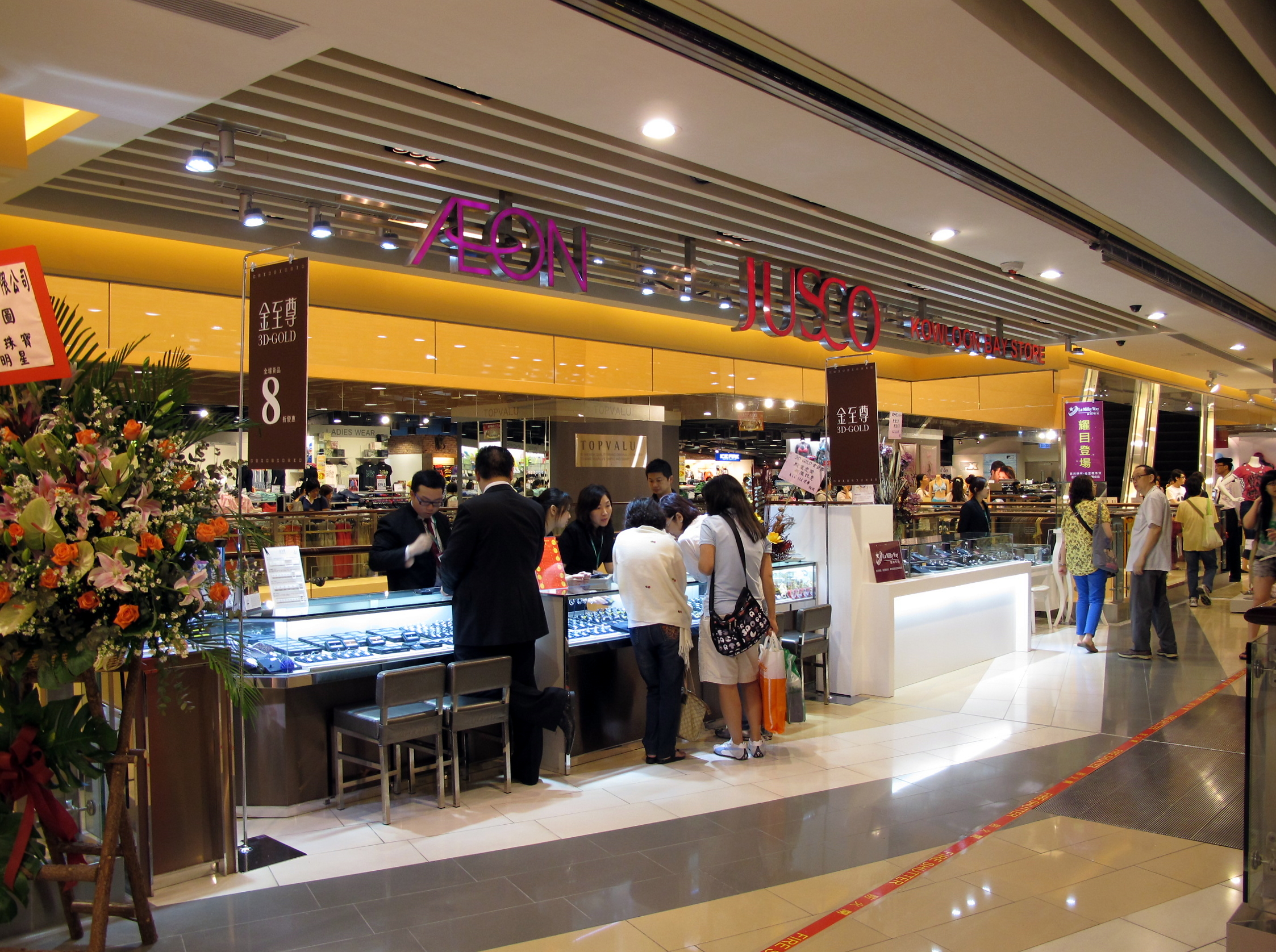
香港AEON九龍灣MegaBox分店
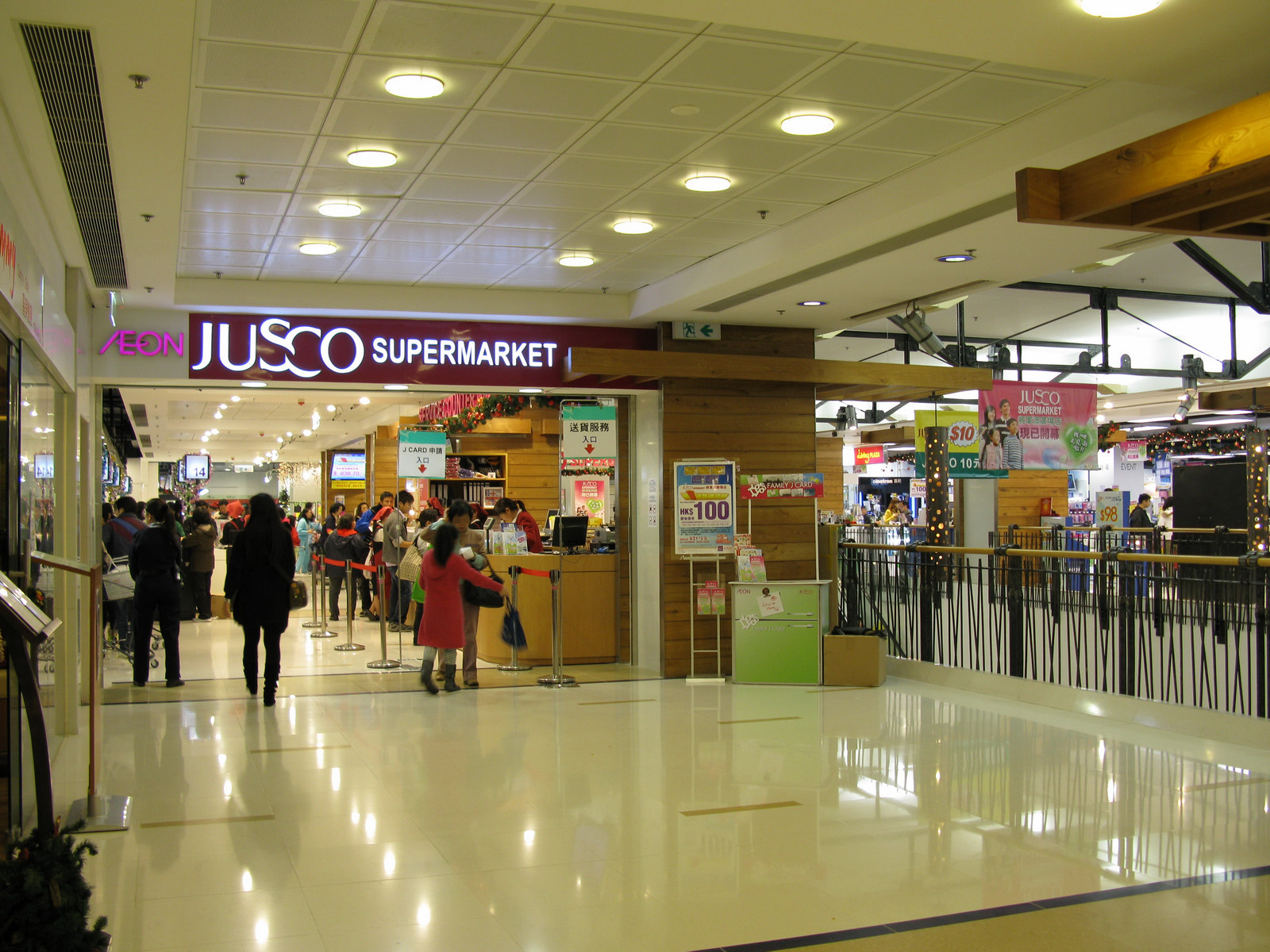
香港AEON將軍澳廣場
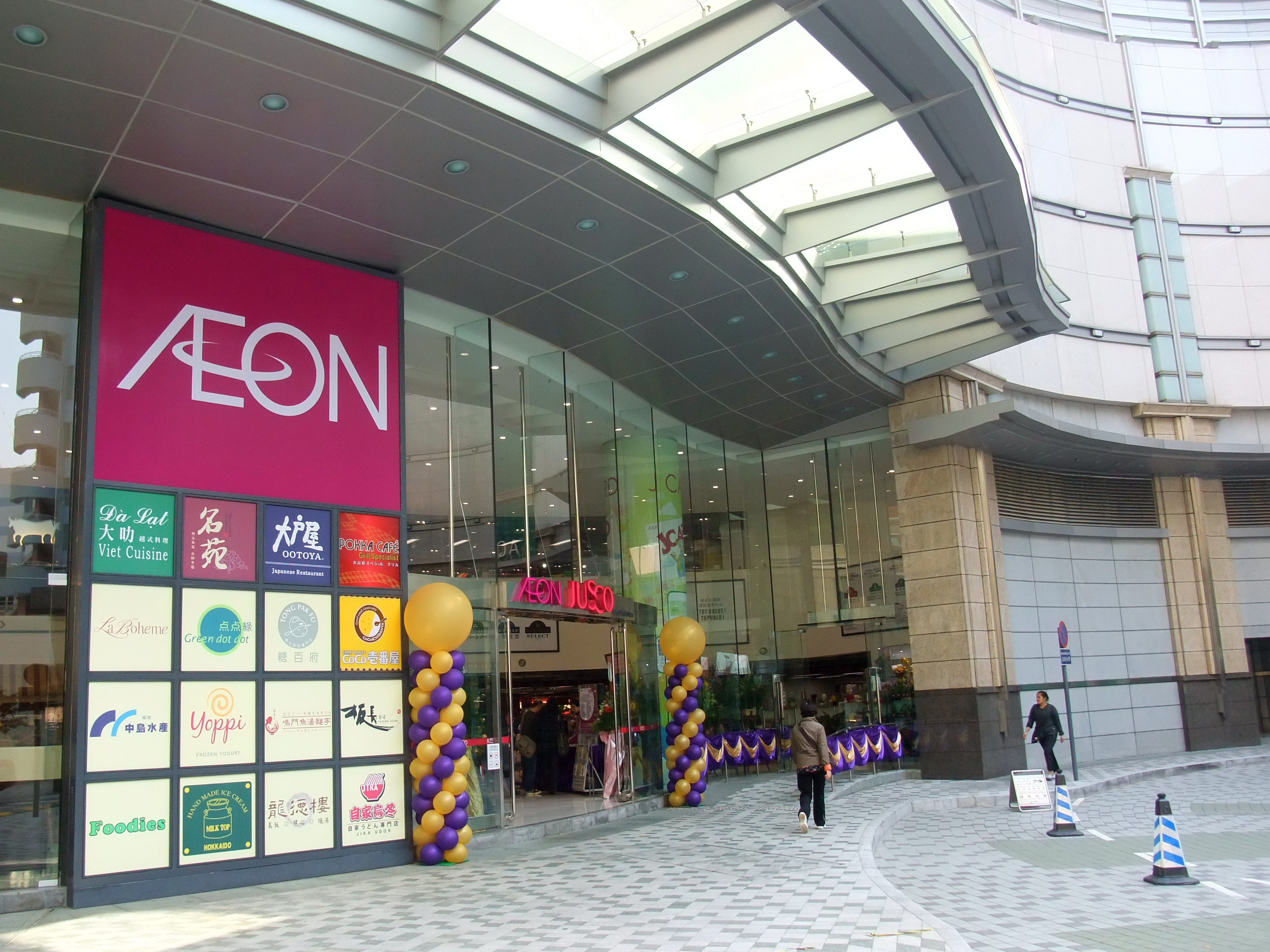
香港AEON長沙灣荔枝角分店
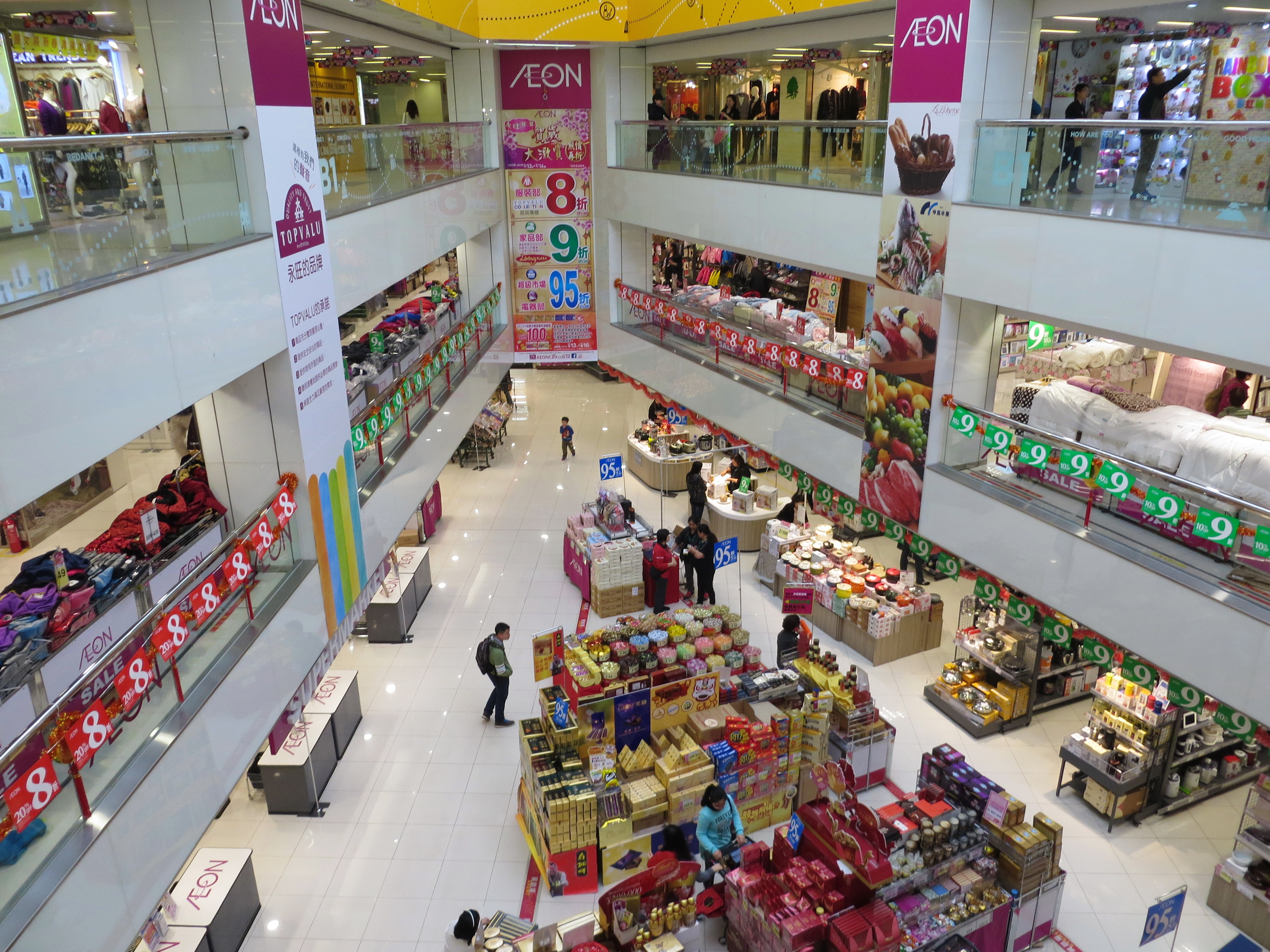
香港AEON大窩口店（悅來坊）
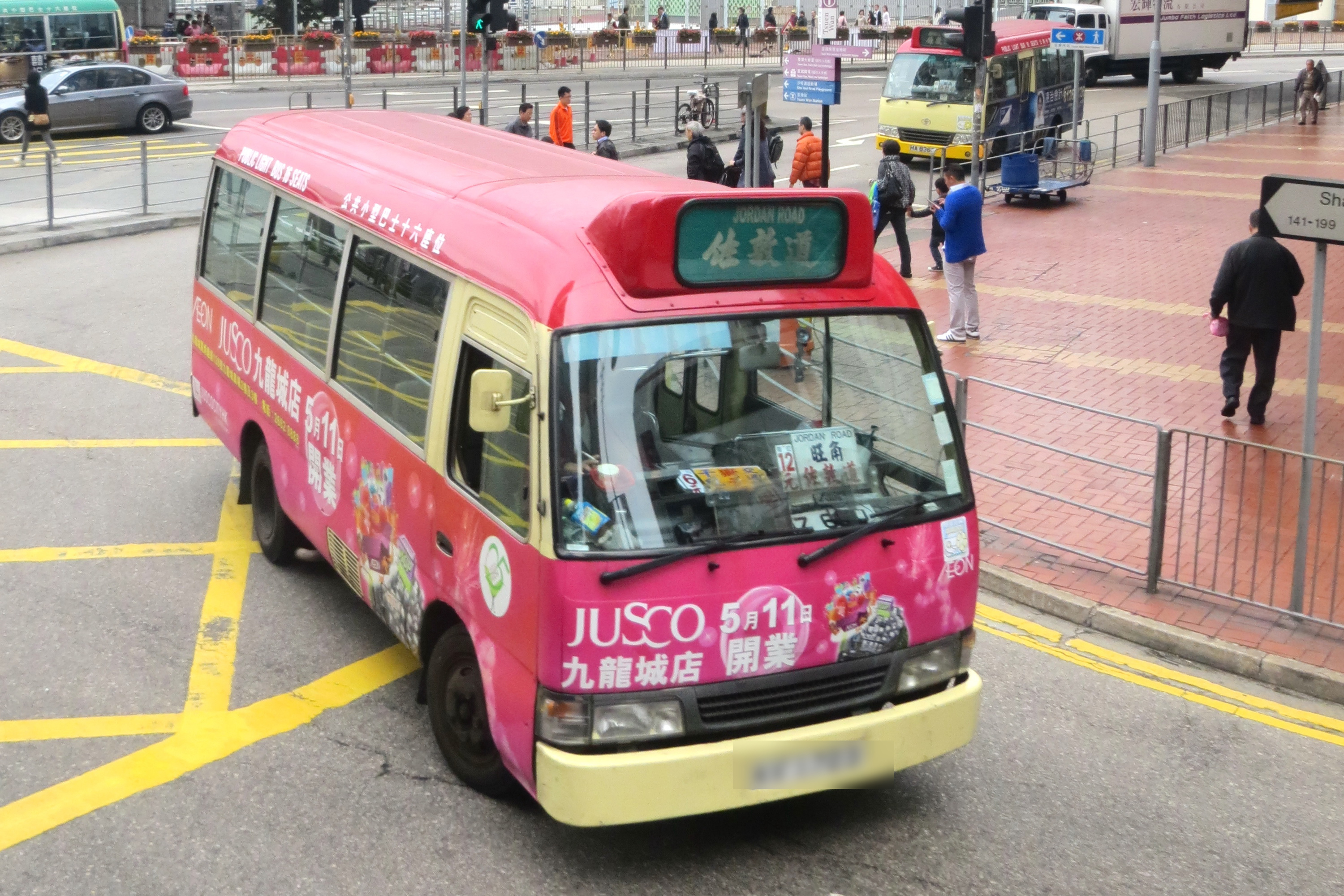
車身上有吉之島九龍城廣場分店5月11日開業廣告的小巴
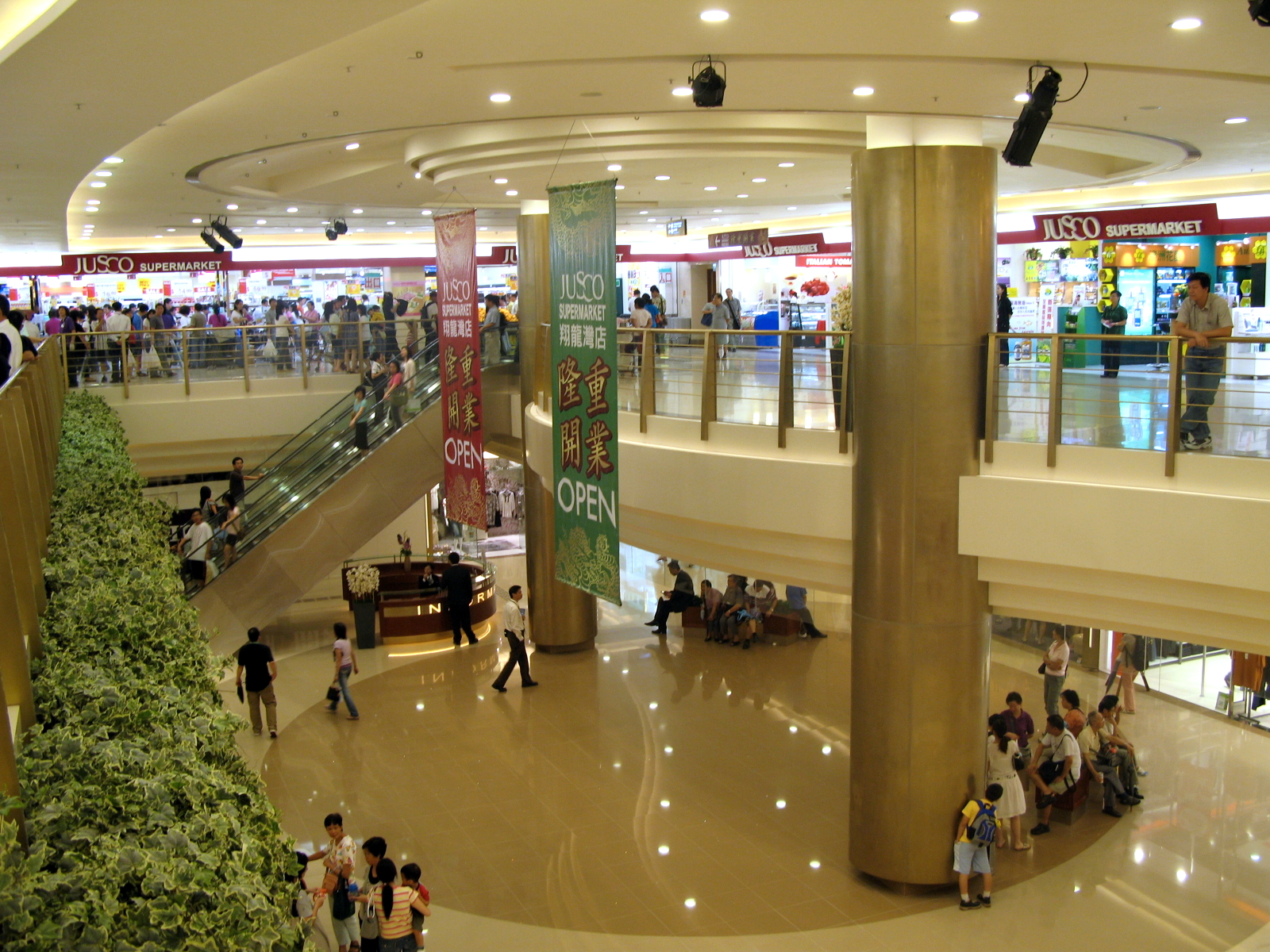
於2013年7月21日結束營業的香港AEON超級市場土瓜灣翔龍灣店
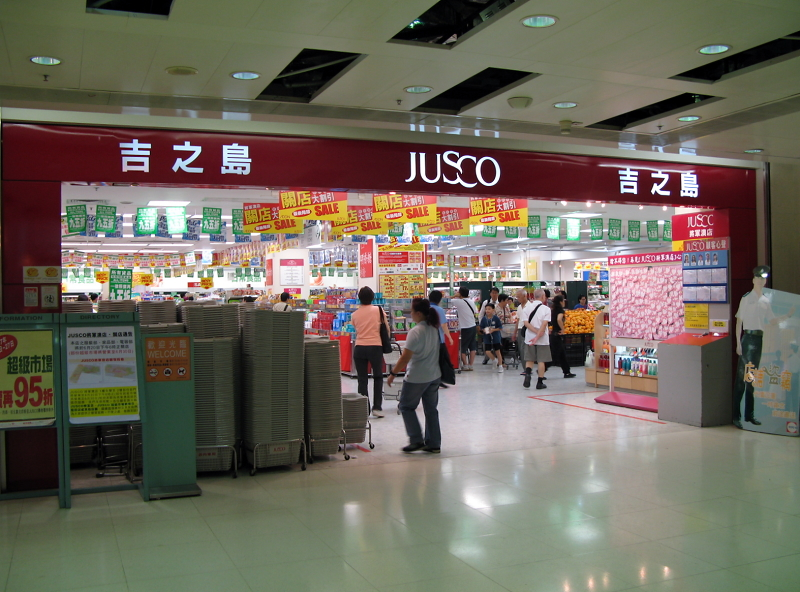
於2007年6月30日結束營業的香港JUSCO將軍澳東港城分店
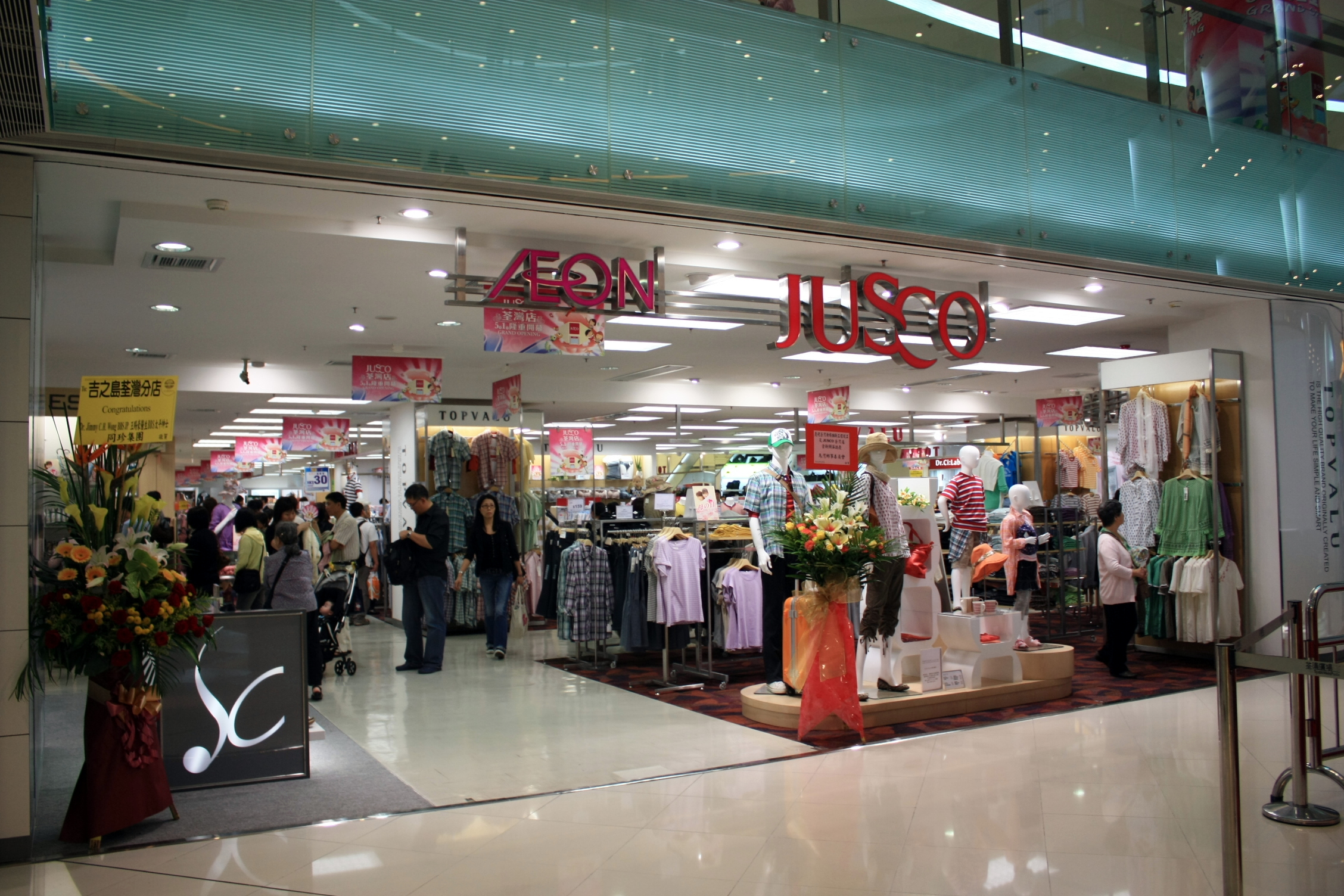
已經結束營業的香港JUSCO荃灣廣場分店
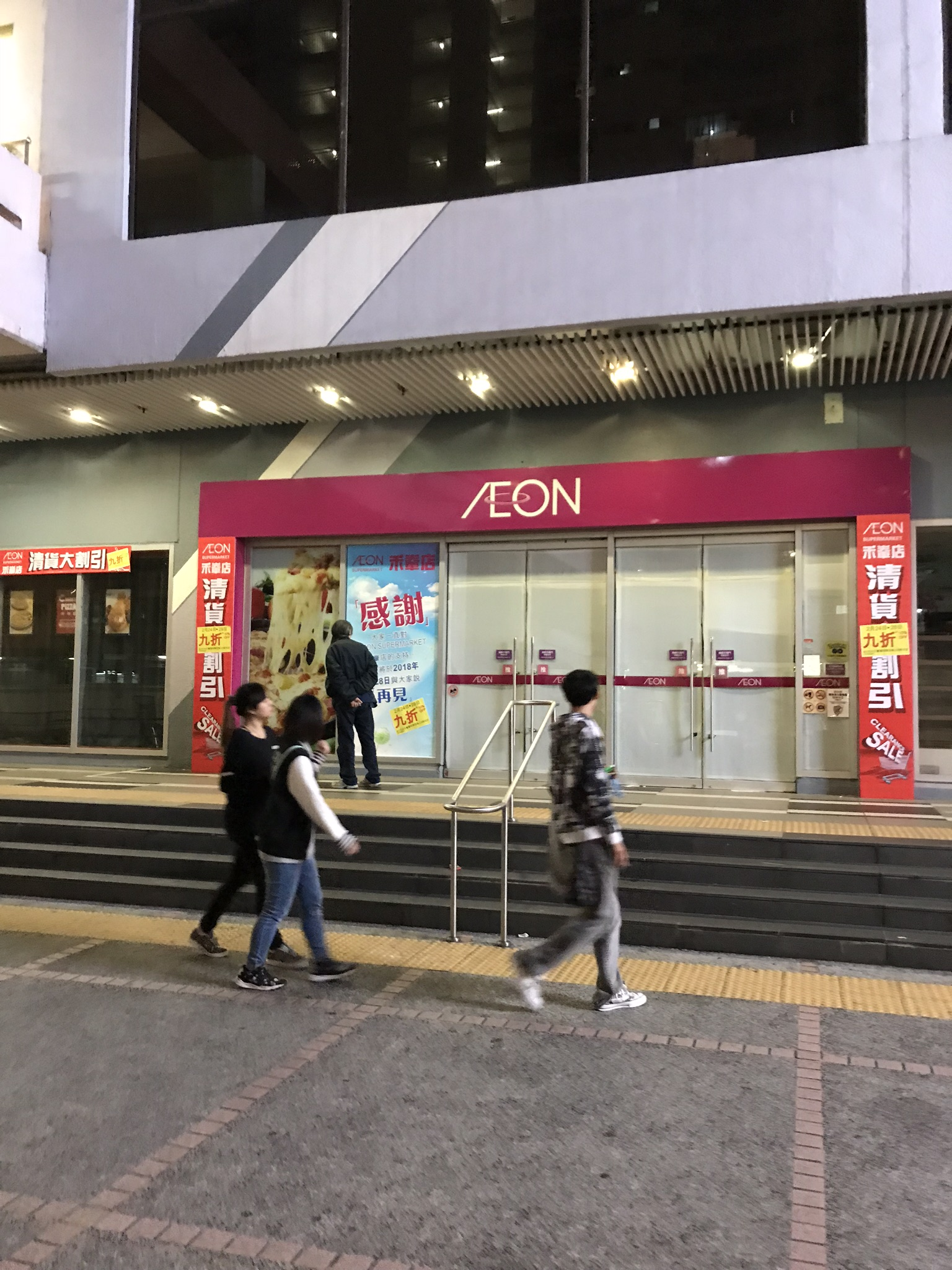
於2018年2月28日結束營業的香港AEON超級市場沙田禾輋店

## 外部連結
- 中國永旺

（页面存档备份，存于）（简体中文）
- 香港AEON （页面存档备份，存于）